# Home Liner
Home Liner是JR各間公司為了向乘客確保提供座位，以徵收費用方式而開設的定額制快速列車愛稱。Home Liner自日本國有鐵道（國鐵）已經開辦。東海旅客鐵道（JR東海）已把Home Liner注冊為商標，但是JR東海以外，也有鐵路公司以「Home Liner」作為列車名稱。
在此條目中，除了「Home Liner」外，還會記述於JR和日本私鐵各公司開辦的收費座位指定制列車（除了特急列車外）。

## 概要
Home Liner和其相似列車（以下稱為「列車」）主要在通勤時段提供服務，這是為了滿足乘客可確保擁有座位開辦。與快速列車一樣，列車只停靠主要車站。列車愛稱會按照路線和行走時段而命名為「Home Linerー○○」或「○○Liner」等。乘客乘坐該列車時，除了一般車票外，還必須要持有乘車整理券。
基本上在早上繁忙時間，列車多數會從郊外的睡城行駛至城市的商業中心地區。從下班繁忙時間至夜間，列車多數會從商業中心地區駛往郊外。另外，在一些地方都市圈中（例如靜岡地區或新潟地區），也會出現行走於城市之間，行走距離較長的列車。
此外，於JR東海曾經在中央本線名古屋地區營運的「Central Liner」中，該列車是在日間行走，這是由於為了確保收益和分開近距離乘客。JR東海在靜岡地區也曾經臨時開設定額制的健行活動列車「清爽健行Liner」，開辦該列車是為了休閑和活動等目的。

## 國鐵與JR公司開設的Home Liner等列車
在JR集團的列車類別，Home Liner等列車會被視為普通列車。在國鐵時代曾經在團體專用列車中出現該列車。

### 開辦的經過與現狀

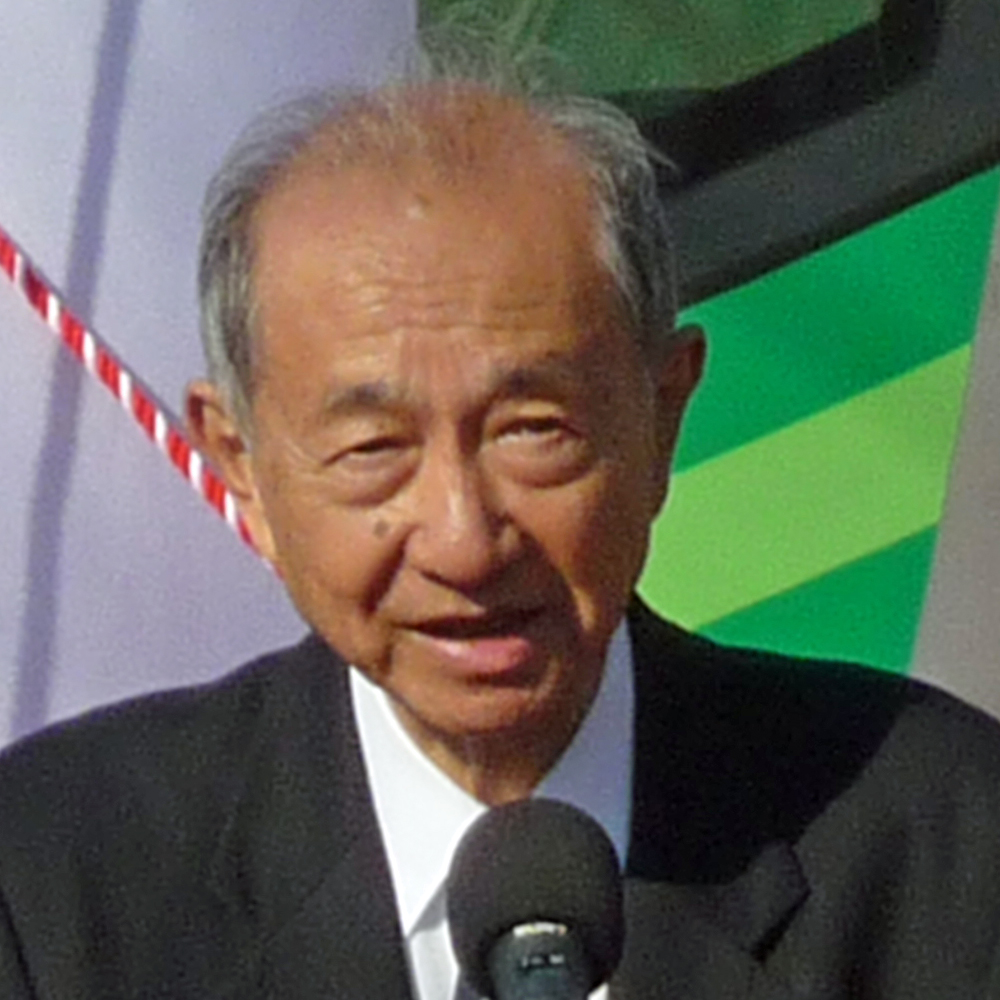
Home Liner的發明者
須田寬
（2011年10月29日）

在Home Liner出現前，已經有類似的列車服務，當時的優等列車到達都心後，在返回郊外的車廠前也會設有營業列車。在1968年（昭和43年）10月1日的時間表修正中，設有總武本線的快速列車班次（使用柴油列車行走）。列車到達新宿站後會行走折返班次返回房總方向，該班次為急行列車，在御茶之水站於晚上8時時段出發前往千葉站（停車站：秋葉原站、船橋站2兩），共有2班。但是當時沒有收取特別費用，而行走所需時間與各站停車相差不大。
關於首次提及「Home Liner」這個名稱，是在1984年（昭和59年）6月1日。由當時的國鐵旅客局長須田寬（現時：JR東海顧問）提出，活用東北線上野站至大宮站之間，特急電動列車回廠的班次。這個想法是啟發自當時私鐵公司在通勤時段行走的特急列車。於是，在同年7月23日，這些特急列車回廠班次正式被活用，變成載客列車並名為「Home Liner大宮」，然後於同日在總武快速線中也開設「Home Liner津田沼」，同年9月起在阪和線開設「Home Liner和泉」。
在開始營運時，在1抽列車中只有數卡車廂讓乘客乘坐，當時的綠色車廂也視為普通車廂。但是在開始營運初期由於人氣十分高，這些班次經常滿座，做成有一些乘客滯後。在開始營運後數日，便立刻把大部分車廂均開放給乘客乘坐，在數個月後更把所有車廂開放給乘客。
在1986年（昭和61年）11月1日，東海道線開設了「湘南Liner」。在阪和線的「阪和Liner」中，行走的班次不是回廠班次，而是變成單獨的列車運用。
自此在國鐵末期至JR各公司成立後的1990年代，於各都市圈均出現了相關班次。包括了在東日本旅客鐵道（JR東日本）內的首都圈、新潟、長野、仙台地區，在北海道旅客鐵道（JR北海道）的札幌地區，在東海旅客鐵道（JR東海）的靜岡、名古屋地區，在西日本旅客鐵道（JR西日本）的近畿圈（都市網絡），在九州旅客鐵道（JR九州）的福岡、北九州、宮崎、鹿兒島地區。在四國旅客鐵道（JR四國）德島地區中，曾經試驗開設Home Liner（鳴門金時Liner）。
後來，隨著一些特急列車開始變成不需要額外費用的快速列車和普通列車。在首都圈內，一些快速、普通列車連結了綠色車廂，使使用Home Liner的乘客減少，班次也開始減班。使JR西日本和JR九州在2011年（平成23年）3月前廢除所有Home Liner列車。JR東日本也在2021年（令和3年）3月廢除所有Home Liner列車，現時只剩下JR北海道和JR東海還有Home Liner列車。

### 乘車制度

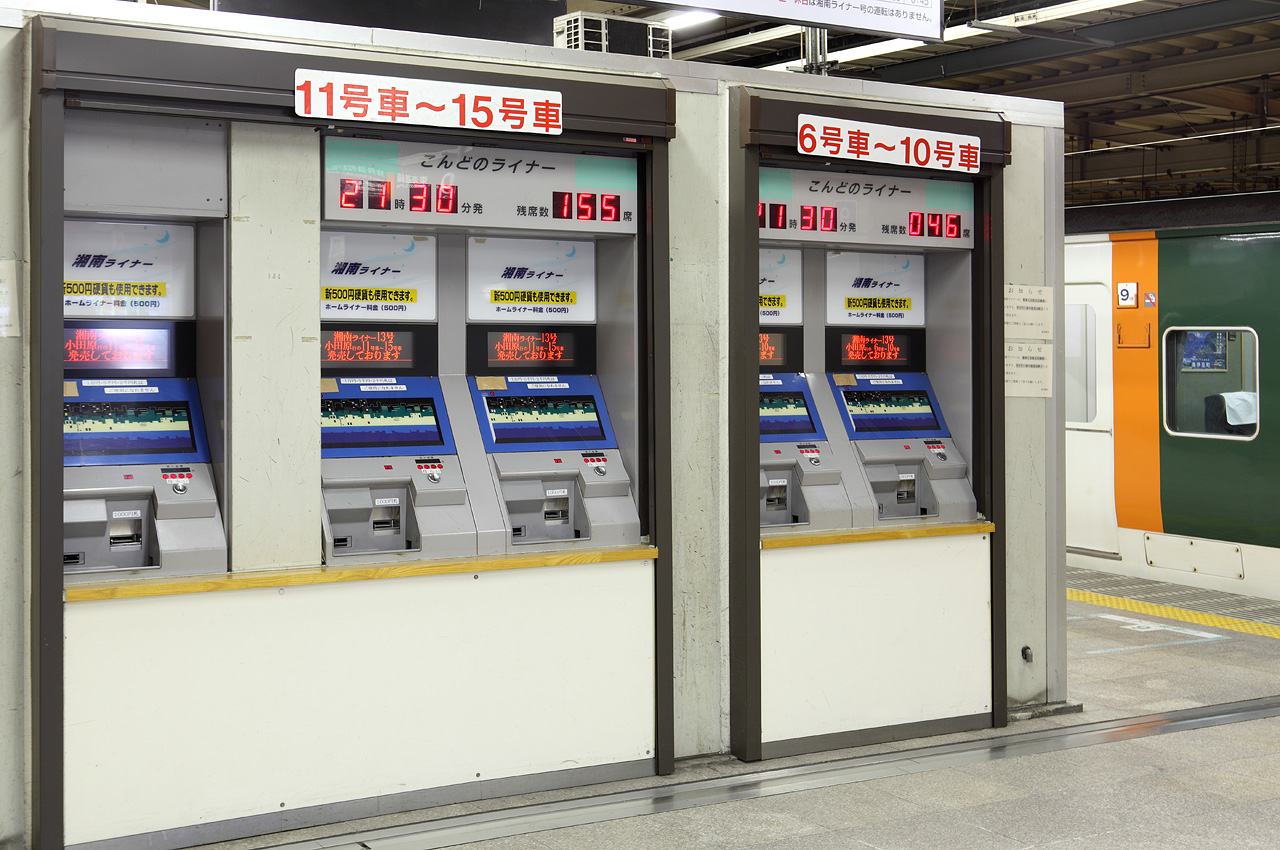
在月台上設置了Liner券專用自動售票機。在上方顯示了不同車廂組的剩下座位數目。
圖中正在發售的列車班次是Home Liner 13號，Liner券的檢票處在列車車門。（東京站）

乘客乘坐Liner列車時，需要持有車票（包含定期票）和乘車整理券或Liner券（在不同列車會有所不同）。基本上乘車整理券或Liner票是有限的，只會發售與車廂座位相同數量的車票，以確保每一個持票乘客可得到一個座位。Home Liner列車也可被稱為座位定額制列車。在札幌地區中，沒有限制乘車整理券的發售數目，因此不能確保有座位保證。而有一些乘車整理券或Liner券中沒有指明車廂和座位編號，在近畿圈的Home Liner中設有指定車輛和座位，在JR東海設有指定座位。在大手私鐵乘坐Liner列車中，購入乘車整理券時，很多時可以指定乘坐哪一班列車。
由於Home Liner可確保得到一個座位，因此在列車進站前已經可能把乘車整理券售罄。部分Liner列車更會連結綠色車廂，這時候還要額外支付綠色車廂費用，而普通車廂則不需要支付綠色車廂費用。曾經在靜岡地區行走的371系沒有開放綠色車廂。
在沒有乘車整理券或Liner券出售的Home Liner停車站會被視為「下車專用車站」，原則上這些車站不可登上Home Liner列車。
由於這些列車被視為普通列車，因此「青春18車票」等通票乘客只需額外購入乘車整理券或Liner券便可乘車。而「滿月夫婦綠色通票」與「日本鐵路周遊券」等，可任乘特急、急行列車的特別企劃車票乘客，也需要額外購入乘車整理券或Liner券才可乘車。

### 使用車輛
原本開設Home Liner列車是為了特急列車回廠時開辦的營運班次，因此會使用特急車輛行走。
但是於日間在中央西線行走的「Central Liner」中，卻使用了全新製造的313系8000番台，在該列車班次廢除後便於「Home Liner瑞浪」上行走。另外，在JR東日本東海道線的「湘南Liner」中，除了使用特急車輛外，還曾經使用全車雙層車廂的近郊型215系。
通常行走Home Liner的車輛都是使用自家公司的車輛。但是在JR東海的東海道線（名古屋地區），Home Liner使用了JR西日本「白鷺」專用車輛。過去在JR東日本的「Home Liner古河」、「Home Liner鴻巢」便使用了JR西日本的車輛，而JR西日本的「琵琶湖Liner」也曾使用JR東日本的車輛。

### 運行概況
有關各地區的Home Liner詳細運行狀況，可參見各路線和列車名稱條目，本節只簡介於各線區的Home Liner。關於乘車整理券費用，JR北海道為100日圓，JR東海為330日圓。

#### JR北海道

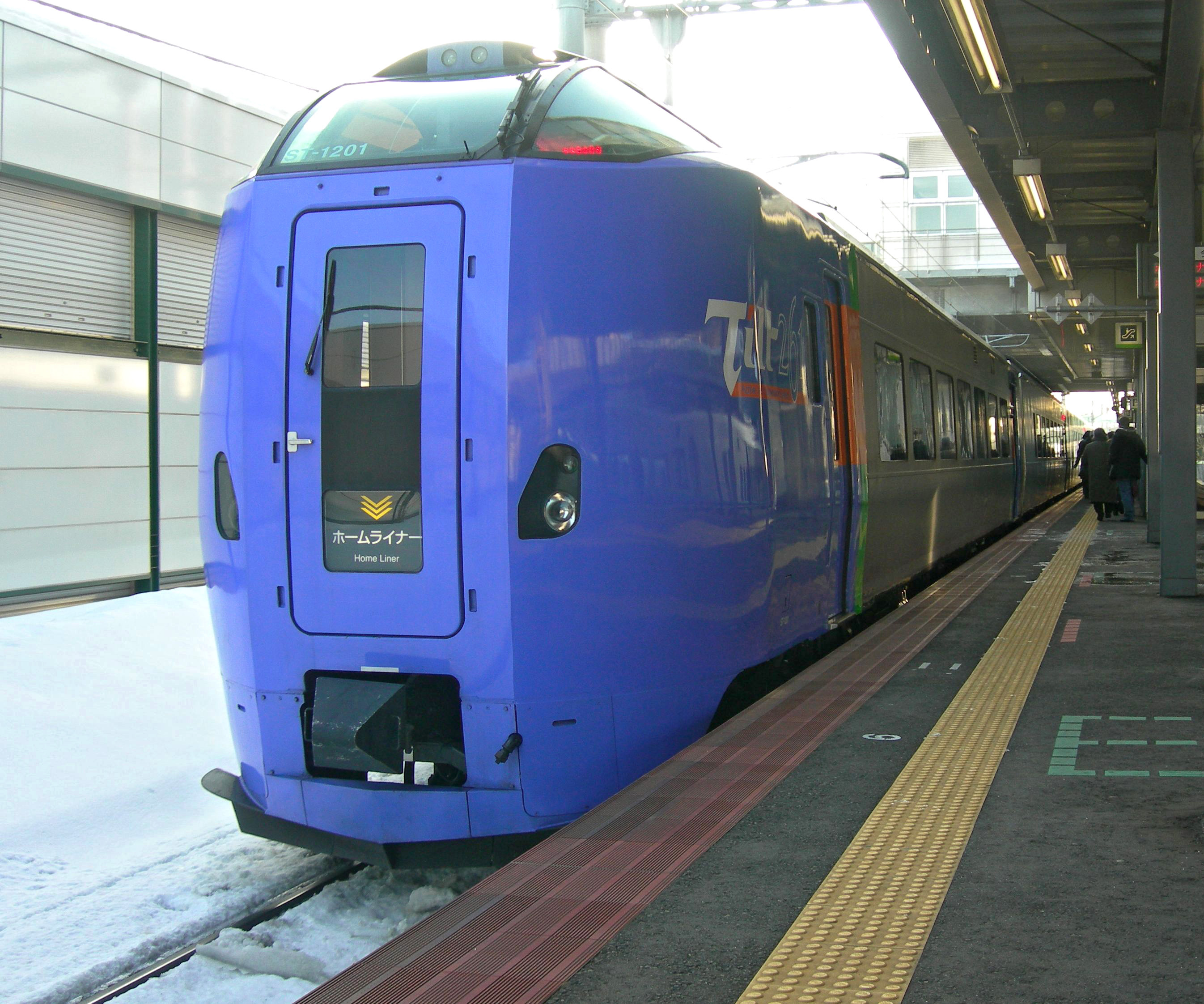
KiHa261系
「Home Liner」

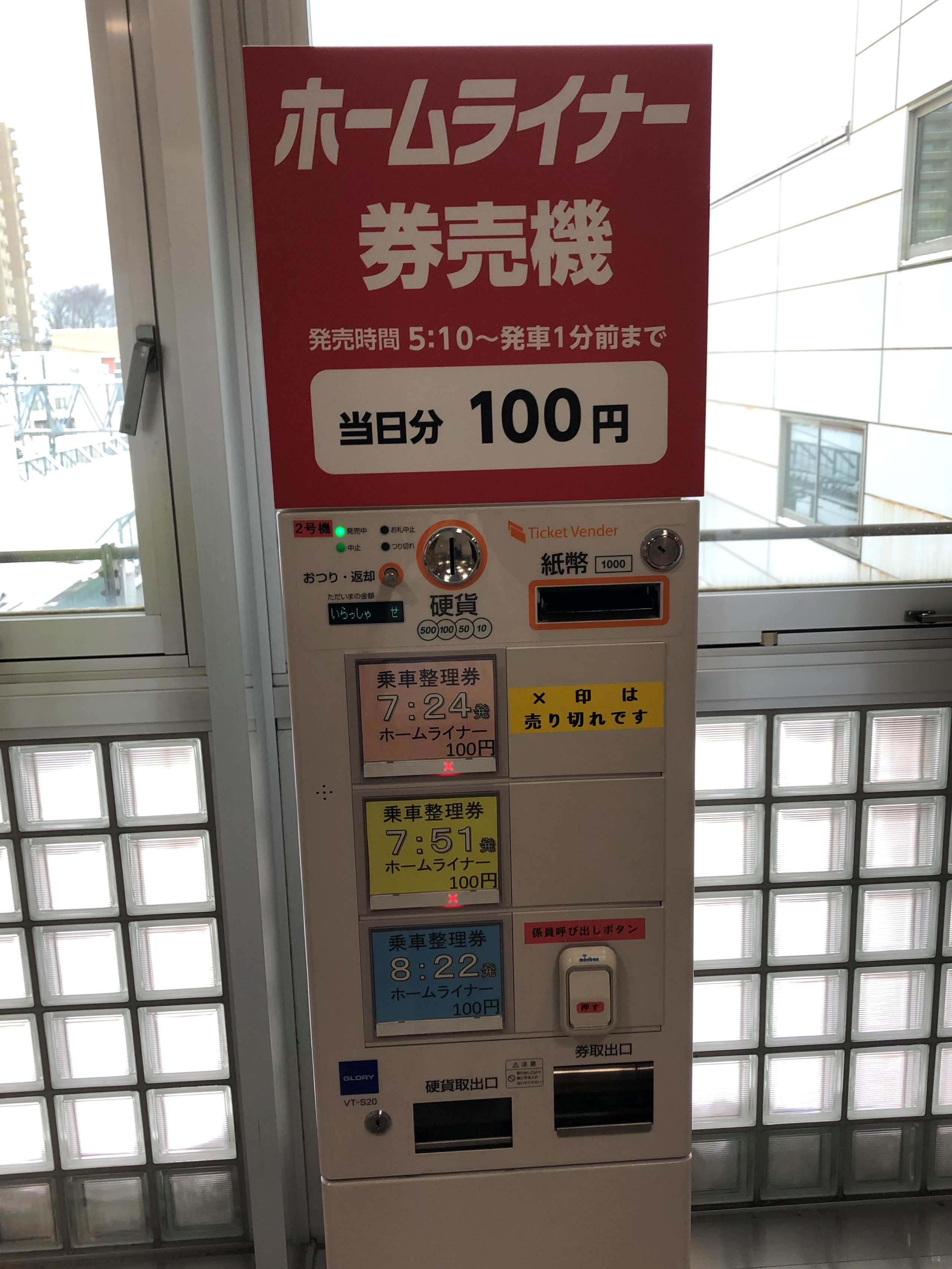
於手稻站閘內設置了Home Liner乘車整理券的自動售票機

在國鐵時代的1985年8月12日，為了活用特急列車的出廠班次，便開設了從最近札幌運輸所的手稻站前往札幌地區的中心車站札幌站，列車名稱為定「Home Liner」。成為了國鐵第4個Home Liner。在JR成立後的1988年3月13日起，增加了從小樽站前往札幌站的班次。在2013年11月1日時間表修正中，取消了小樽站→手稻站之間的行走區間。在2014年8月1日起重開整個區間。後來在2015年3月14日的時間表修正起，取消了小樽站前往札幌站之間的列車班次。截至2020年2月，平日早上設有3班從手稻站前往札幌站之間的班次，這些班次到達札幌站後，接下來行走的班次分別是前往帶廣的十勝1號，前往釧路的大空3號和前往函館的北斗6號。
乘車整理券為100日圓，直至現時未有變更費用。於手稻站閘內設有發售乘車整理券的自動售票機，在售票機購入的整理券交給於列車出入口附近的職員後便可乘車。如果列車連結綠色車廂，乘客可以在不需額外支付費用下，自由乘坐綠色車廂（但是當列車到達札幌站後，行走特急列車班次時，如需繼續乘坐綠色車廂，便需要購入從札幌站出發的指定席與綠色車廂車票）。曾經從小樽站出發的Home Liner中，乘客於小樽站至錢函站乘車時，乘車整理券為310日圓。在當初開始行走時，該列車為會員制的團體專用列車，乘客需要出示會員證和使用「特急回數乘車整理券」（1,000日圓，共有11張）。
列車沒有附上編號，於時間表上，所有班次都是以「Home Liner」標記。
在使用車輛方面，在2020年3月14日時間表修正起，使用了Kiha261系1000番台。由於手稻站的月台只可容納最多6卡車廂，因此7卡編成以上的列車，部分車廂會停靠在月台外。曾經行走於手稻站至札幌站之間的列車班次均使用785系、789系1000番台、KiHa183系、KiHa281系或KiHa283系。而小樽站前往札幌站的列車則使用785系或789系1000番台。
停車站
現時列車在手稻站→札幌站之間中途沒有停車。雖然如此，由於在此列車前後均設有普通列車行走，因此不能高速運輸，手稻站至札幌站之間的行車時間與普通列車差不多。
在過去行走於小樽站→札幌站的列車之停車站如下：
小樽站 - 南小樽站 - 小樽築港站 - 錢函站 - 手稻站 - 札幌站

#### JR東海

##### 靜岡地區
在靜岡縣內的東海道本線中，從1991年3月16日起便設有Home Liner班次。連接縣內3大城市之中心車站，包括沼津站、靜岡站和濱松站，列車在城與城之間相互行走。列車名稱方面，會使用其列車於終點站名稱「Home Liner沼津」、「Home Liner靜岡」和「Home Liner濱松」。曾經設有從三島站出發前往濱松站的班次，該班次的行走距離（營業距離）為136.4公里，成為歷代Home Liner行走距離最長的班次。
車輛方面，使用了373系3或6卡編成。在開設當初至2012年前，車輛使用了行走「朝霧」的371系。
這個地區中在開設Home Liner前的1989年（平成元年）7月起，曾經設有「花之木金號」列車班次，該列車也是需要持有乘車整理券才可乘坐。列車於週末深夜使用165系（部分時候會使用311系）行走（在開始營運後，車輛會優先使用歡樂列車的「YuYu東海」）。停車站方面，該列車為各站停車。後來被「Home Liner」取代。

##### 名古屋地區
在名古屋地區中，以名古屋站為中心，在東南西北4個方向延伸的路線中，所有方向均設有Home Liner列車班次。但是現時，只有中央本線和東海道本線大垣方向才設有Home Liner列車班次。列車愛稱方面，早上、晚上的班次都是相同，以列車於郊外一方到發車站名稱作為列車名稱「Home Liner○○」。
中央本線
在中央西線中，於國鐵民營化前的1987年3月23日，首次開設了從名古屋站前往中津川站的班次。後來加設了列車愛稱「Home Liner中津川」，隨後再開設了「Home Liner多治見」和「Home Liner瑞浪」。車輛方面，使用了行走在「信濃」的383系或313系8000番台。在1990年3月起，開設了直通至太多線的「Home Liner太多」（行走於名古屋站至美濃太田站之間），使用KiHa85系行走，該列車於2012年3月時間表修正中被廢除。
在這個線區中，於1999年12月至2013年3月之間，日間也開設了與Home Liner相同乘車制度的「Central Liner」，行走於名古屋站至中津川站之間。成為了於日間時段行走的唯一Home Liner列車。
東海道本線
在名古屋地區的東海道本線中。在1988年3月首先開設了「Home Liner長良」，行走於名古屋站至大垣站之間。後來該列車愛稱改名為「Home Liner大垣」。曾經在名古屋站以南區間設有「Home Liner豐橋」、「Home Liner岐阜」、「Home Liner蒲郡」和「Home Liner岡崎」，在大垣以北設有「Home Liner關原」。在名古屋站以東區間之停車站與新快速一樣。
車輛方面，使用了JR西日本行走在「白鷺」的681系和683系。過去曾經使用485系電動列車、KiHa85系柴油列車和373系電動列車。

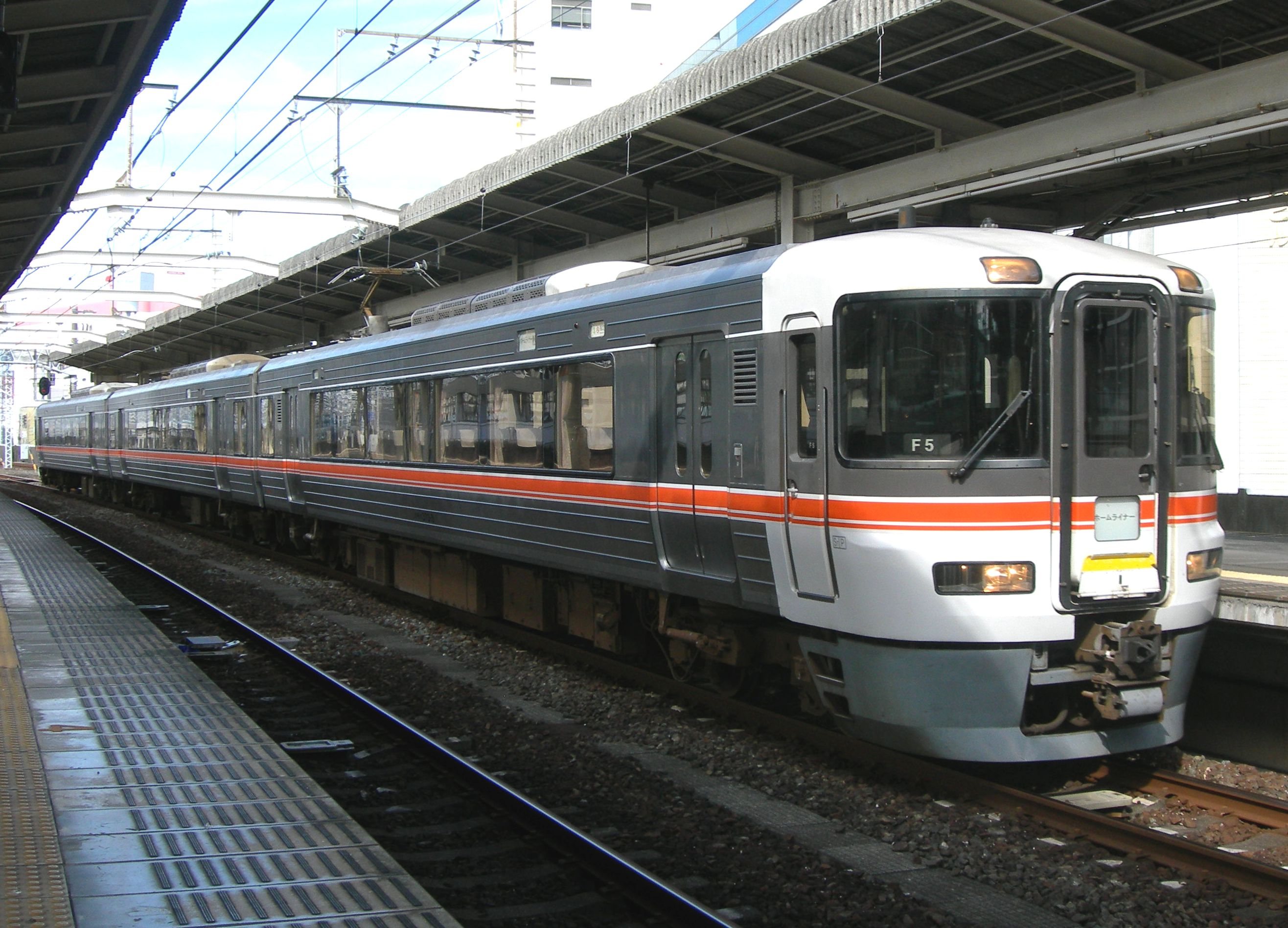
「Home Liner靜岡」
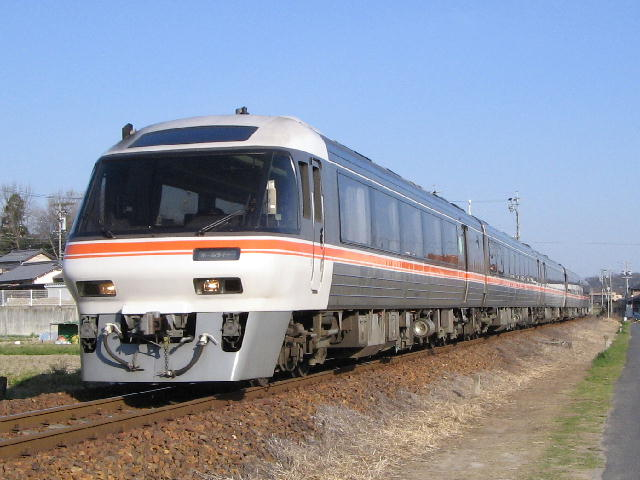
KiHa85系「Home Liner太多」
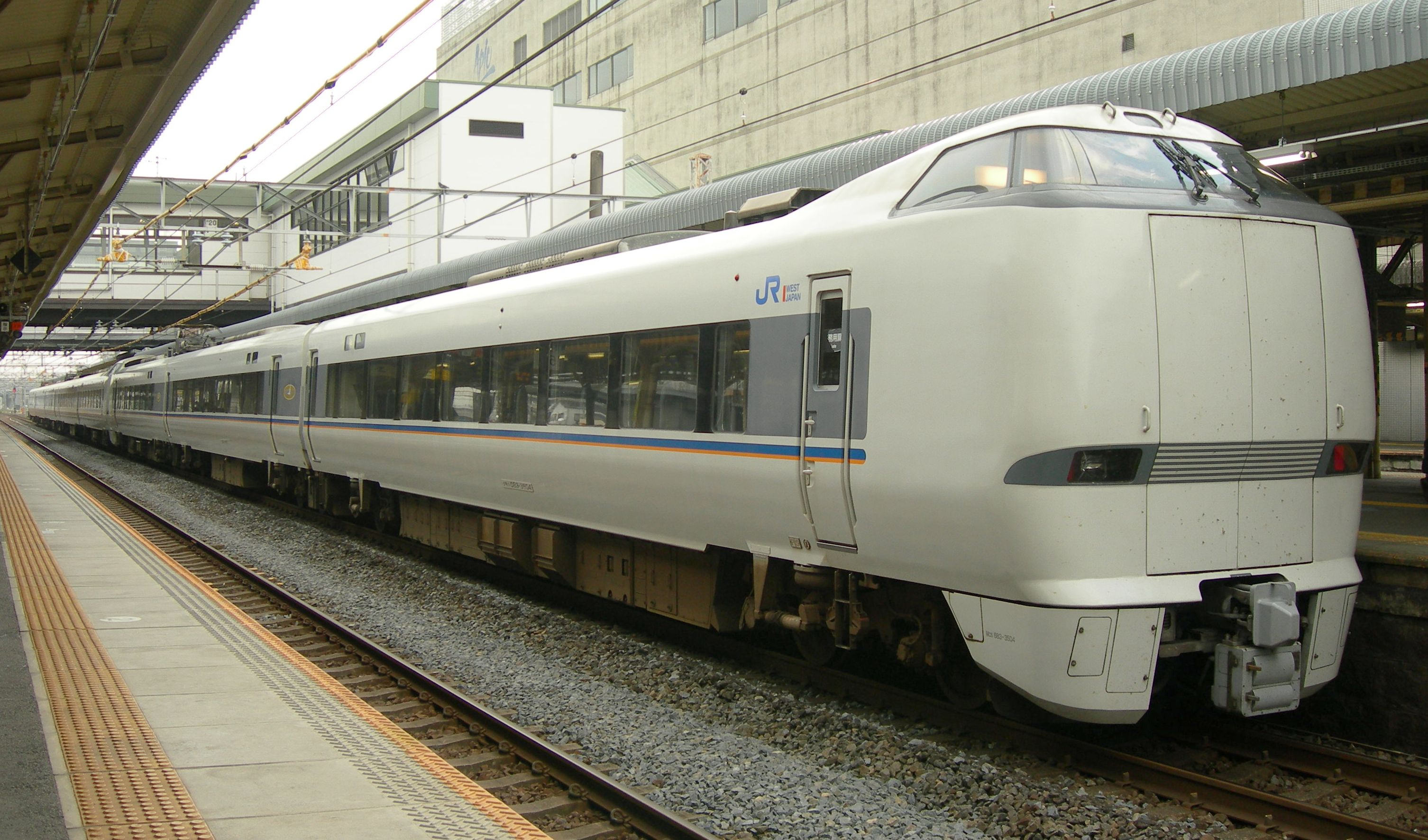
683系「Home Liner大垣」
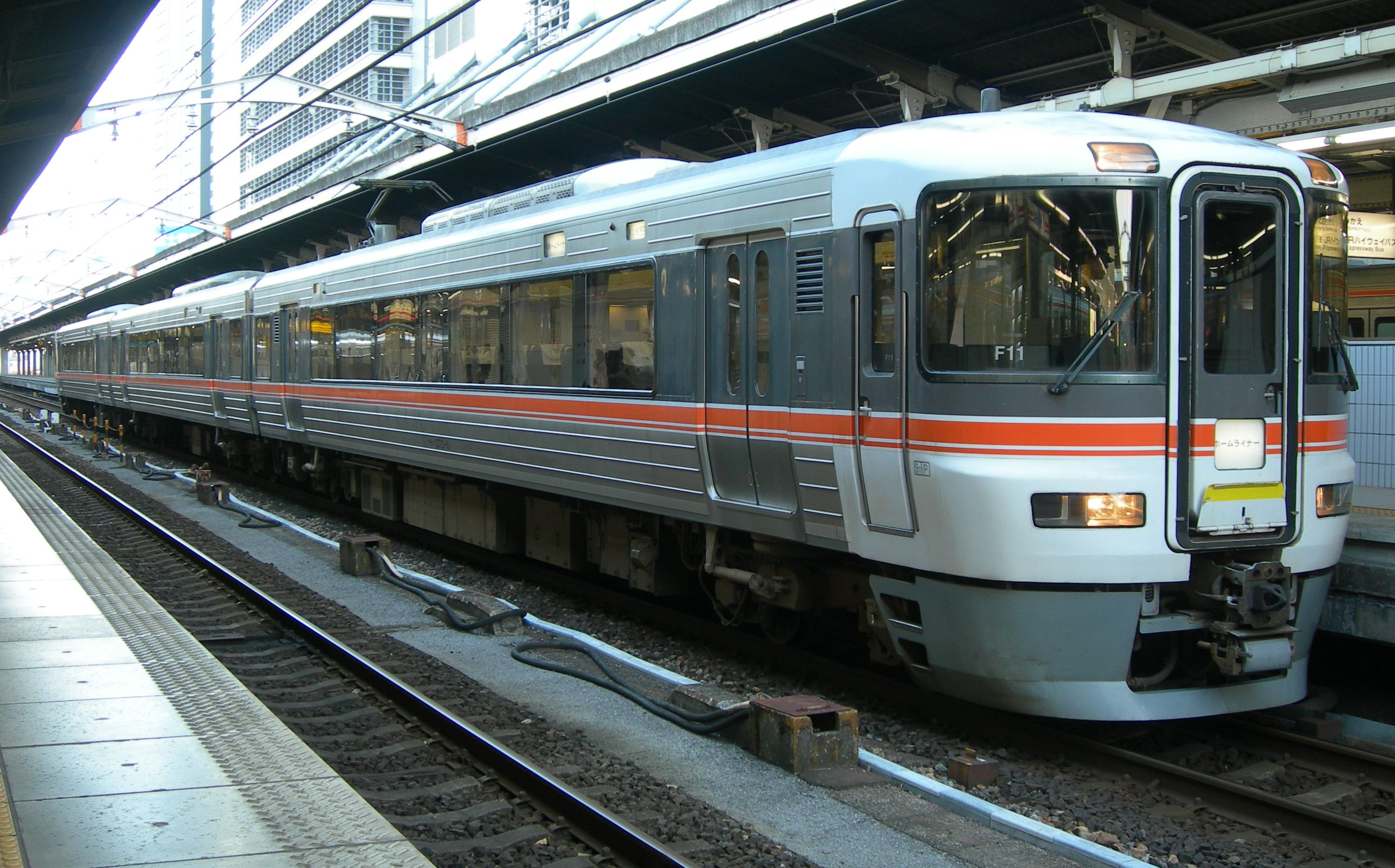
373系「Home Liner豐橋」

### 過去的事例

#### JR東日本

##### 仙台地區
在常磐線中，於2005年12月16日至2007年3月16日之間，開設了行走於仙台站至原之町站之間的「常磐Home Train」。

##### 首都圈
在首都圈中，從東京都內山手線上各個終點站（東京站、上野站和新宿站），設有前往埼玉縣、千葉縣、神奈川縣、茨城縣和多摩地區各睡城的Home Liner，大致上分為6個系統。列車愛稱方面，早上時段的列車名稱為「早安Liner○○」，晚間時段的列車名稱為「Home Liner○○」。○○是使用於郊外一方的車站名稱，但是設有例外，例如「早安Liner新宿」是使用東京都內的車站名稱，這是為了與前往東京站方向的「湘南Liner」作區別。
在開設班次當初，乘客需要購入300日圓（後來310日圓）的「乘車整理券」。在1999年3月1日起修正為500日圓（後來520日圓），而名稱同時改名為「Liner券」。在早上行走的「湘南Liner」、「早安Liner新宿」和「早安Liner逗子」中，可購買1張1個月份量的Liner券，該券名為「Liner套票」。
隨著在普通列車引入綠色車廂，以及開始更換特急列車。在2021年，「早安Liner新宿」、「Home Liner小田原」和「湘南Liner」被廢除。
以下會按照開辦年度記載不同線區的Home Liner。所有使用車輛都是電動列車。
宇都宮線、高崎線
在1984年6月1日，國鐵開設了第一條Home Liner，從上野站前往大宮站，列車名稱為「Home Liner大宮」。隨後行走區間延長至宇都宮線的古河站和高崎線的鴻巢站，列車名稱分別改為「Home Liner古河」和「Home Liner鴻巢」。在開始行走以來都只於晚上出發，也曾經設有班次從新宿站出發。
在2014年3月15日時間表修正中，隨著特急「Swallow赤城」取代Home Liner的服務而把所有Home Liner班次廢除。
車輛方面使用了185系、189系、485系和489系。

總武快速線
總武快速線中，在1984年7月13日開設了國鐵第2條Hone Liner，從東京站前往津田沼站之間，以「Home Liner津田沼」的名義行走。翌年加設從新宿站出發的班次。後來隨著行走區間延長至千葉站，名稱便改為「Home Liner千葉」。曾經於早上開設了「早安Liner津田沼」，但是廢除前一刻只有晚間班次。
在2019年3月16日時間表修正中，所有列車被廢除。
截至廢除當日，車輛使用了房總特急的255系和E257系500番台。過去曾經使用183系。

東海道線
在JR東日本營運的東海道線中，於1986年11月1日開設了「湘南Liner」，行走於小田原站、平塚站至東京站之間。在1988年起，活用了東海道貨物線，開設了於新宿站到發的「湘南新宿Liner」，該列車途經東海道貨物線。該「湘南新宿Liner」後來改名為「早安Liner新宿」和「Home Liner小田原」。在運行規模中，東海道線的Home Liner在所有JR線區中為最大。在最頂盛時期，早上設有12班，晚上設有13班。在末期，早上仍有10班，晚上設有11班。
車輛方面，使用了於特急「踊子」等班次行走的185系，也使用了為Liner列車而製造的215系。曾經行走於「超景踴子」的251系，以及於中央線上行走的183系、E351系和E257系0番台也行走Home Liner班次。另外，下行列車於大船以西區間變為快速，一般乘客也可乘車可能（但是不能確保有座位）。
在2021年3月13日修正中，廢除了於東海道線行走的所有Home Liner班次，取而代之為新設特急「湘南」，行走於東京、新宿至小田原之間。

常磐線
常磐線在1989年3月11日開設了「Home Liner土浦」，於翌年1990年3月10日開設了「早安Liner土浦」，行走於上野站至土浦站之間。車輛方面使用485系。在1998年12月8日，這些班次被特急「新鮮常陸」取代而廢除。

橫須賀線
橫須賀線在1990年3月10日開設了「早安Liner逗子」、「Home Liner逗子」，行走於東京站至逗子站之間。車輛方面當初使用183系，後來使用E257系500番台。班次於2015年3月14日時間表修正當日被廢除。

中央線、青梅線
在中央線、青梅線中，於1991年3月16日開設了「早安Liner高尾」和「Home Liner高尾」，行走於高尾站至新宿站之間，同時開設了「Home Liner青梅」，行走於新宿站至青梅站之間。在2001年起，所有車廂變為座位指定制，行走區間改為東京站至高尾站、青梅站，於高尾站到發的列車名稱改為「中央Liner」，於青梅站到發的列車名稱改為「青梅Liner」。當時「eki-net」的會員可使用手提電話進行預約，成為了這些列車的一大特徵。
在2019年3月16日時間表修正中，特急「八王子」、「青梅」取代了「中央Liner」和「青梅Liner」而被廢除。
截至廢除一刻，車輛方面使用了E257系0番台和E351系。在過去曾使用183系和185系。

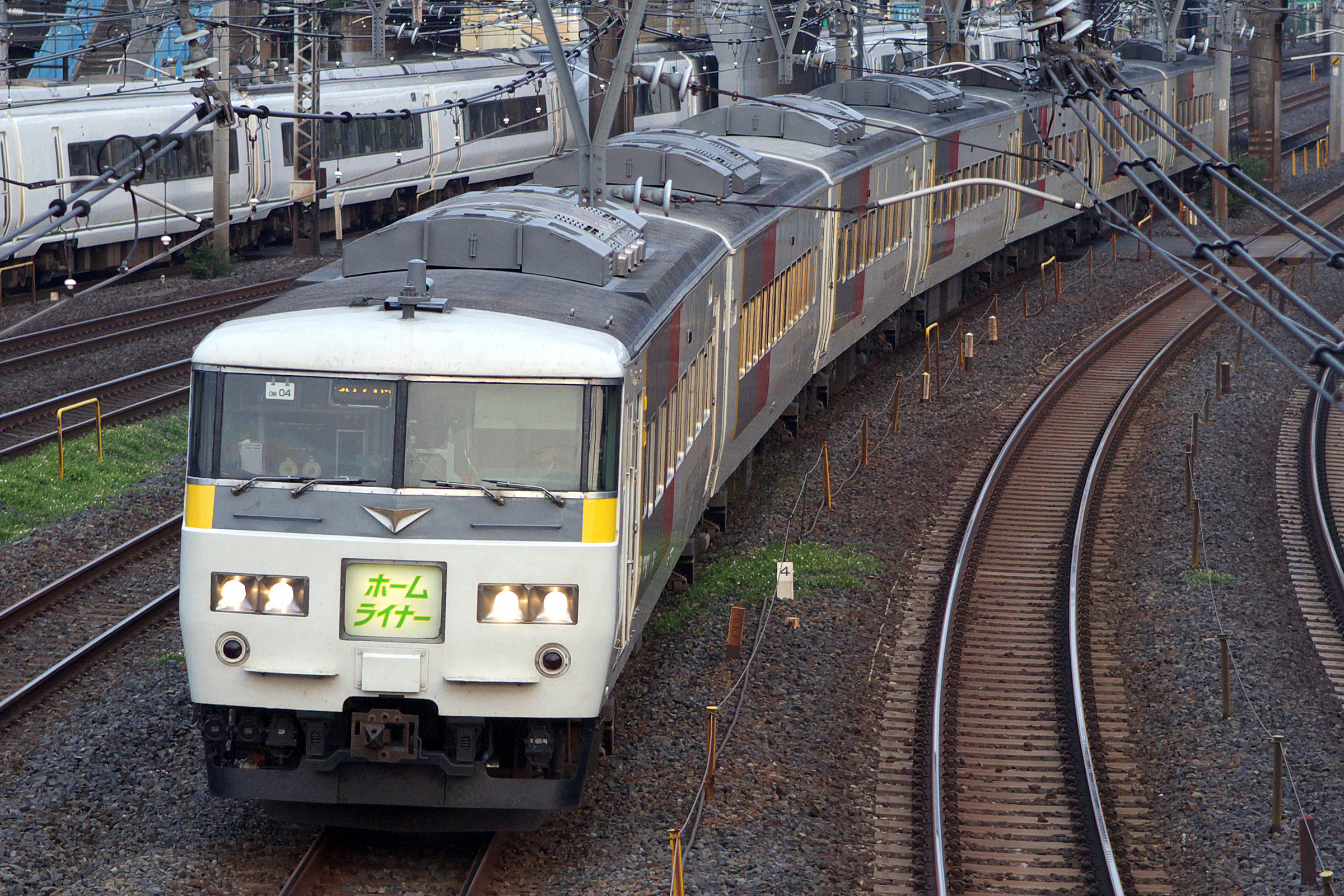
185系「Home Liner鴻巢」
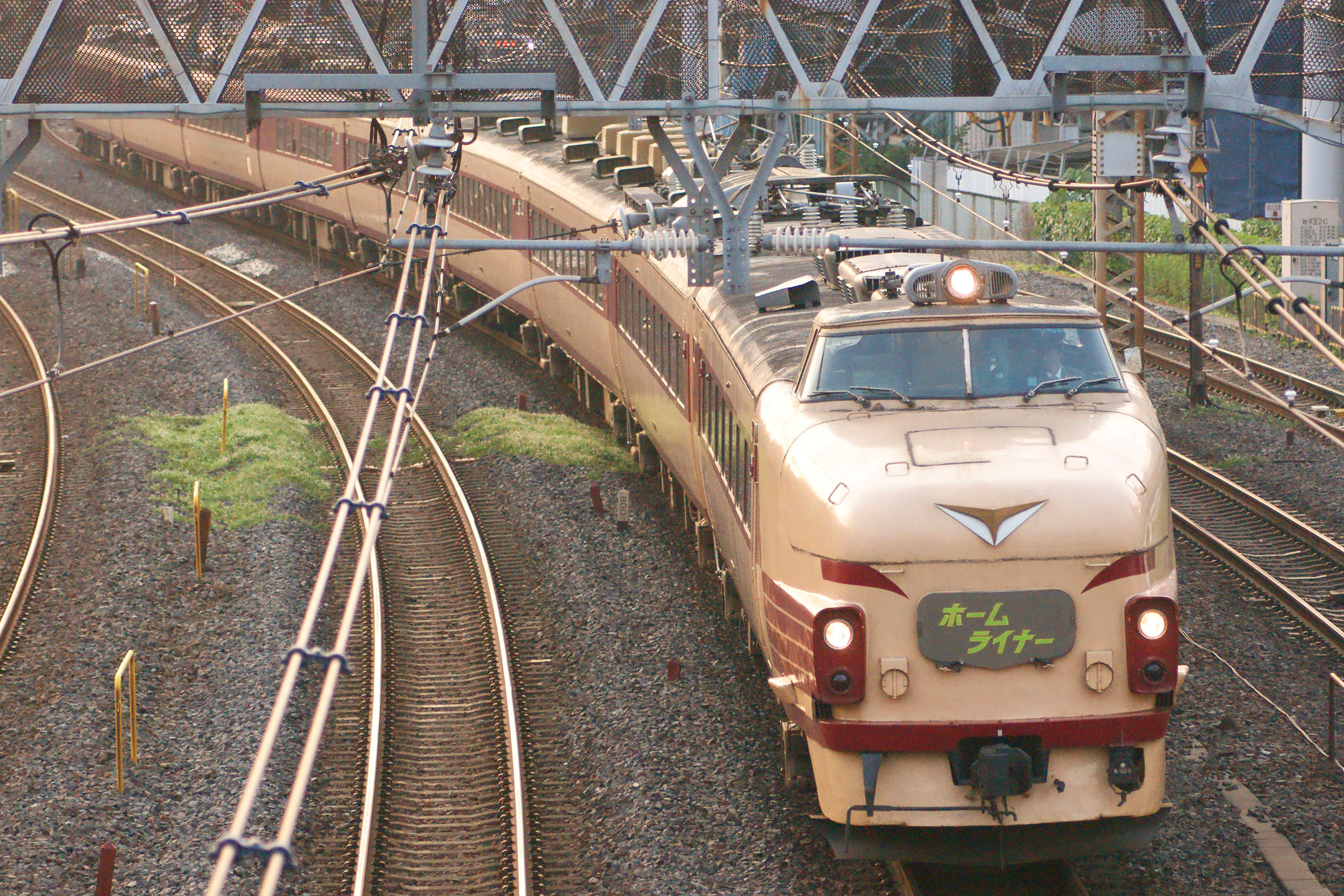
489系「Home Liner鴻巢」
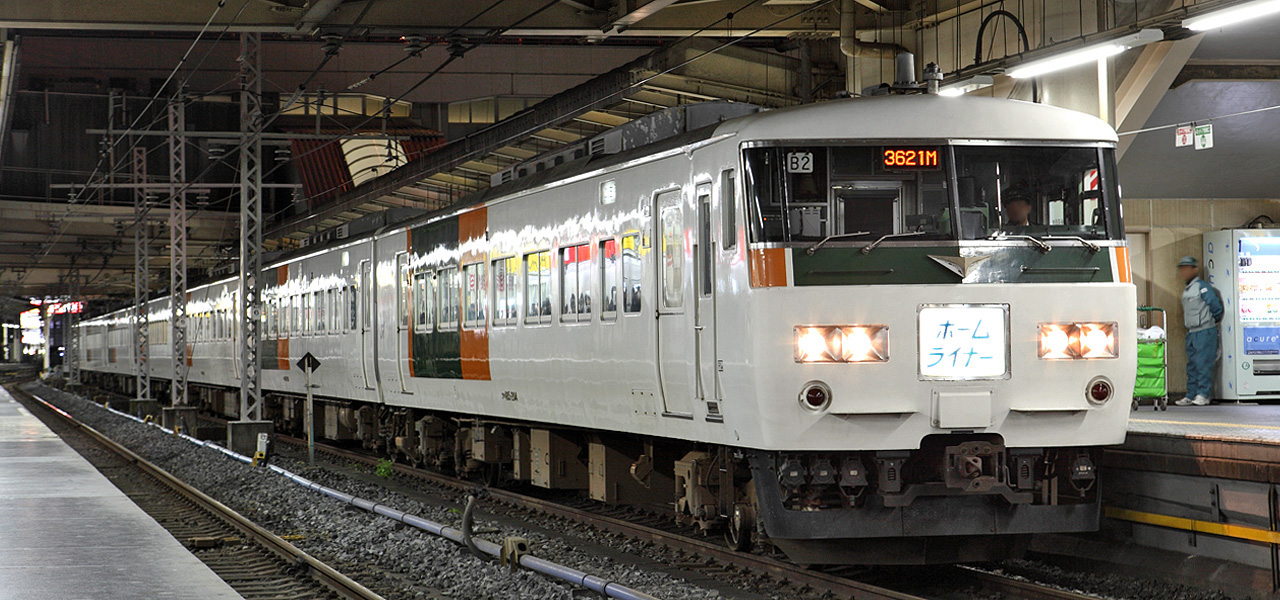
185系「Home Liner古河」
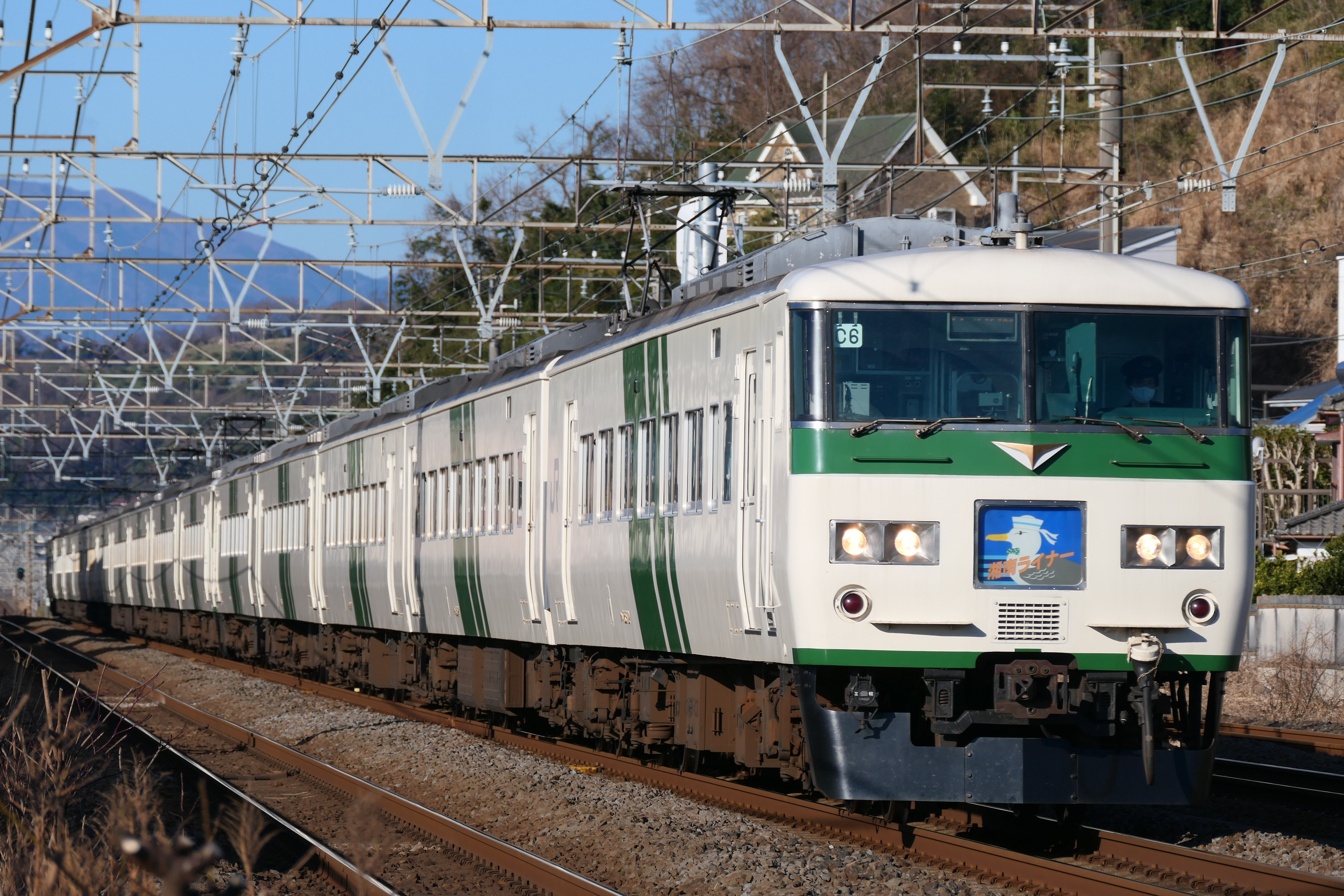
185系「湘南Liner」
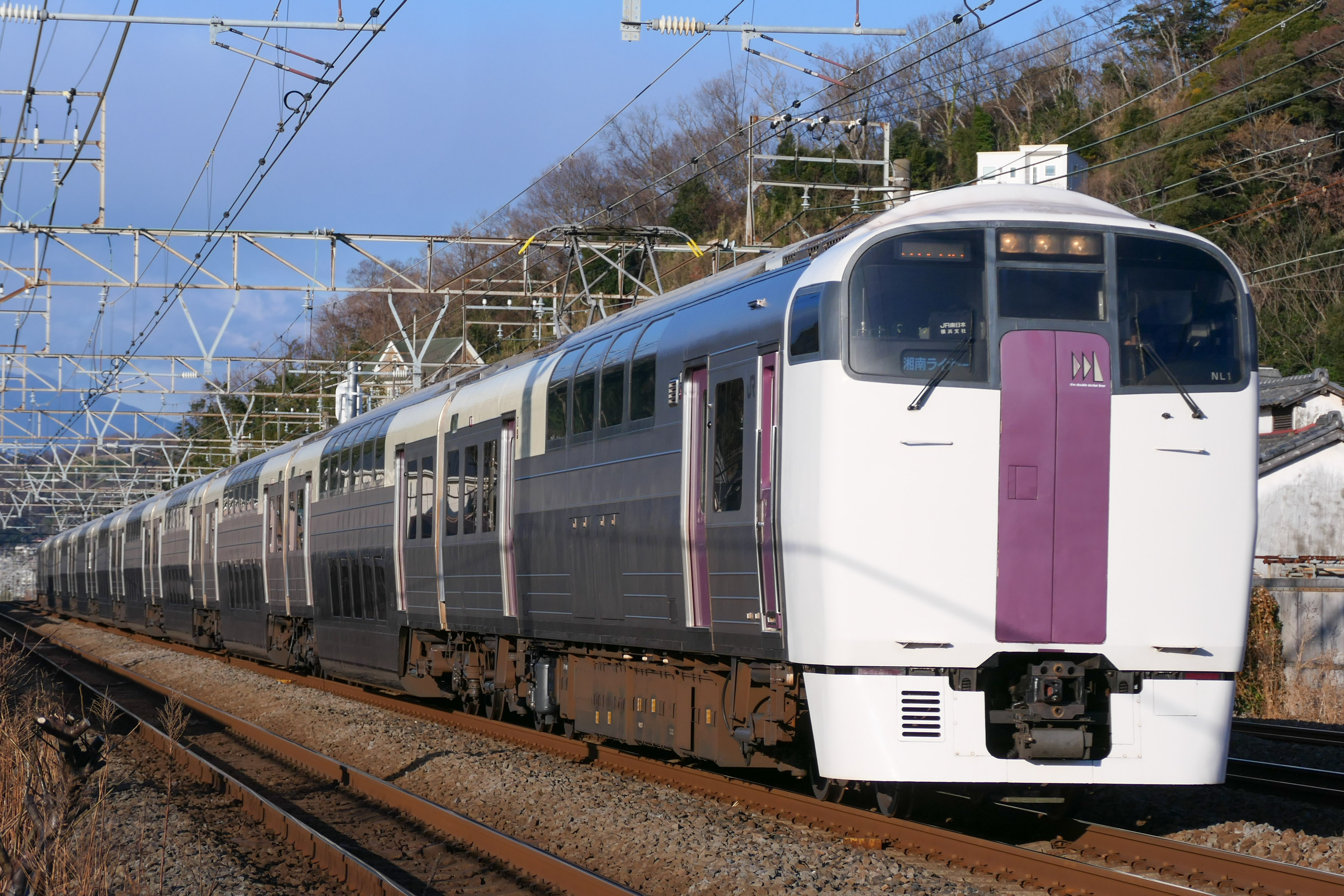
215系「湘南Liner」
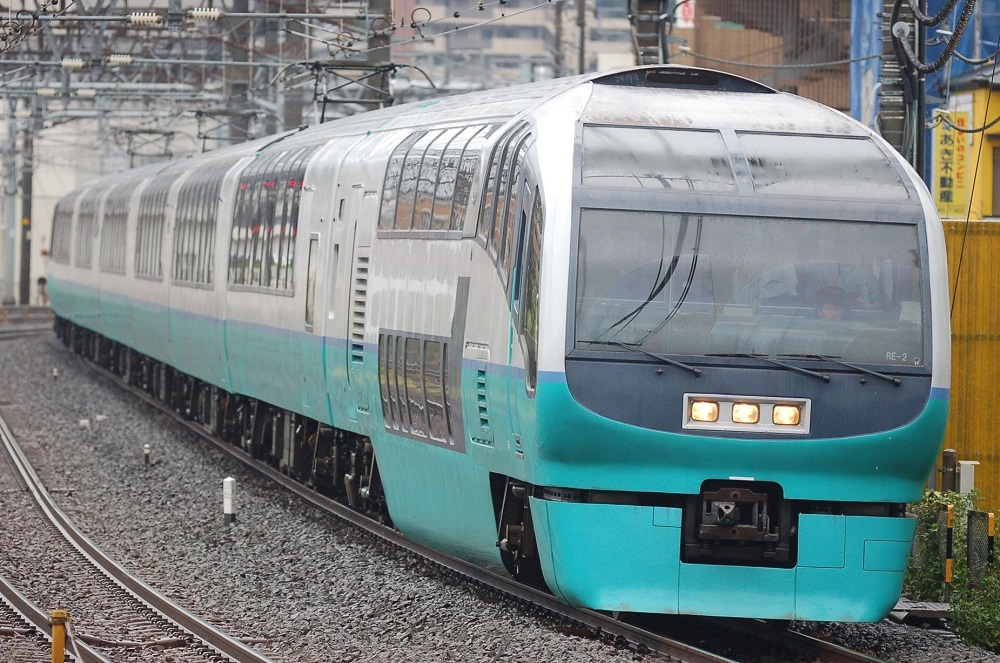
251系「早安Liner新宿」
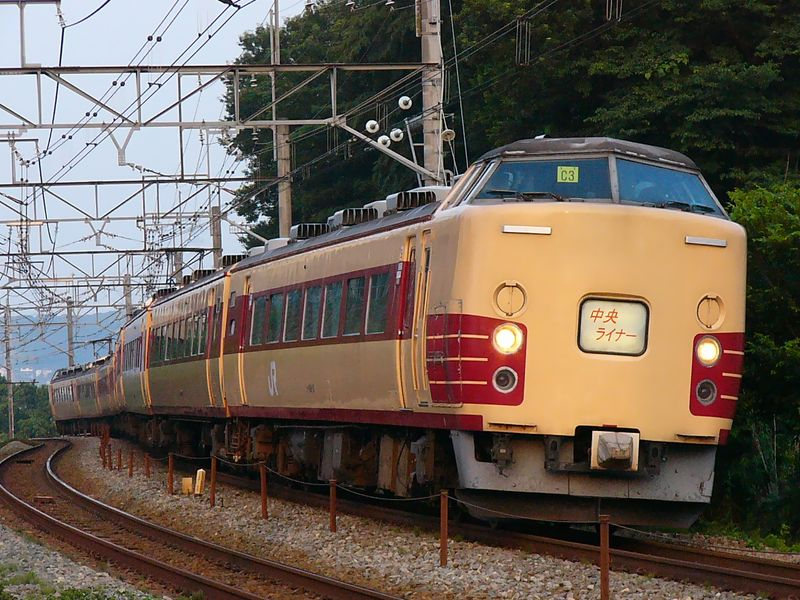
183系「中央Liner」
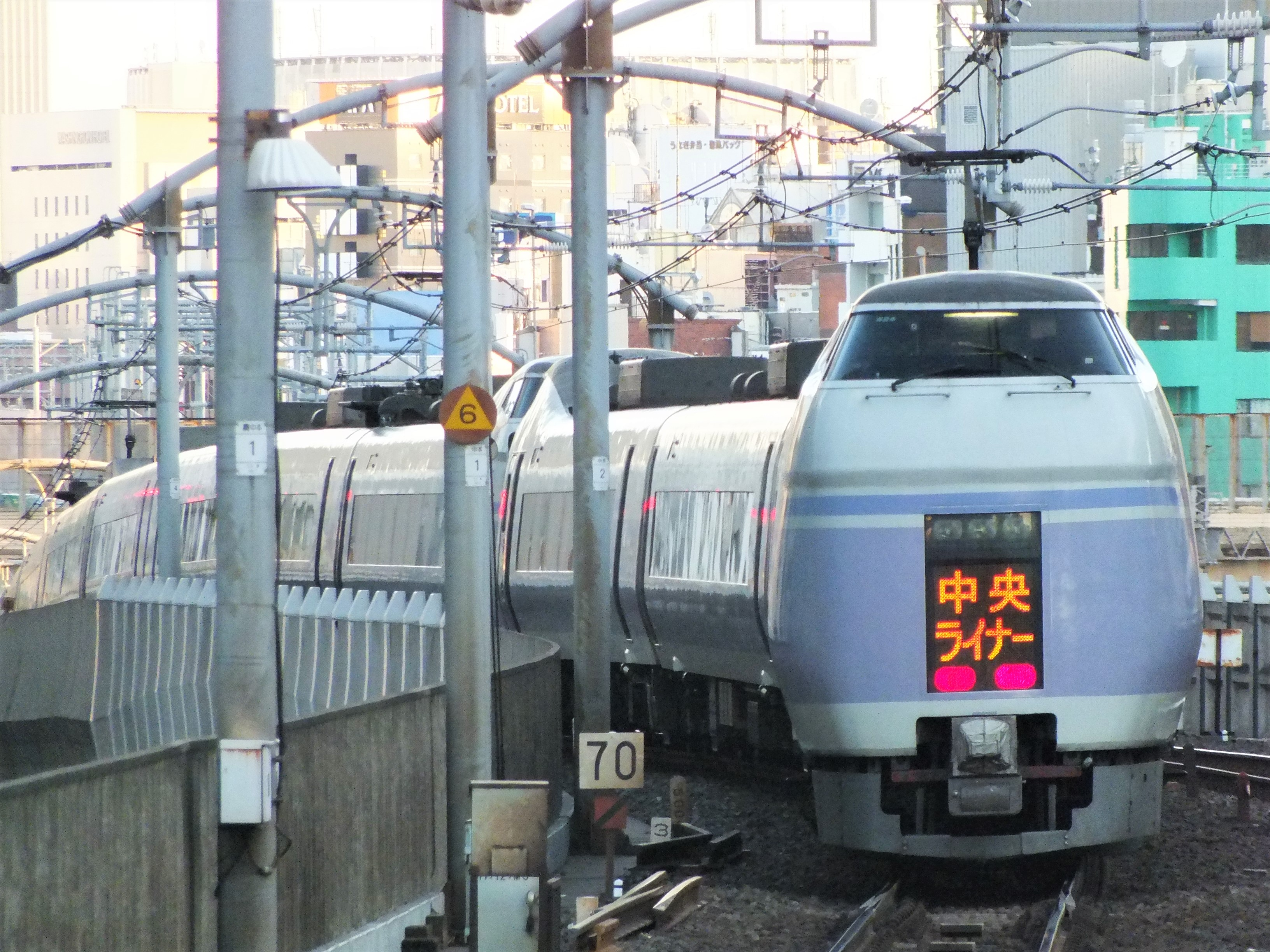
E351系「中央Liner」
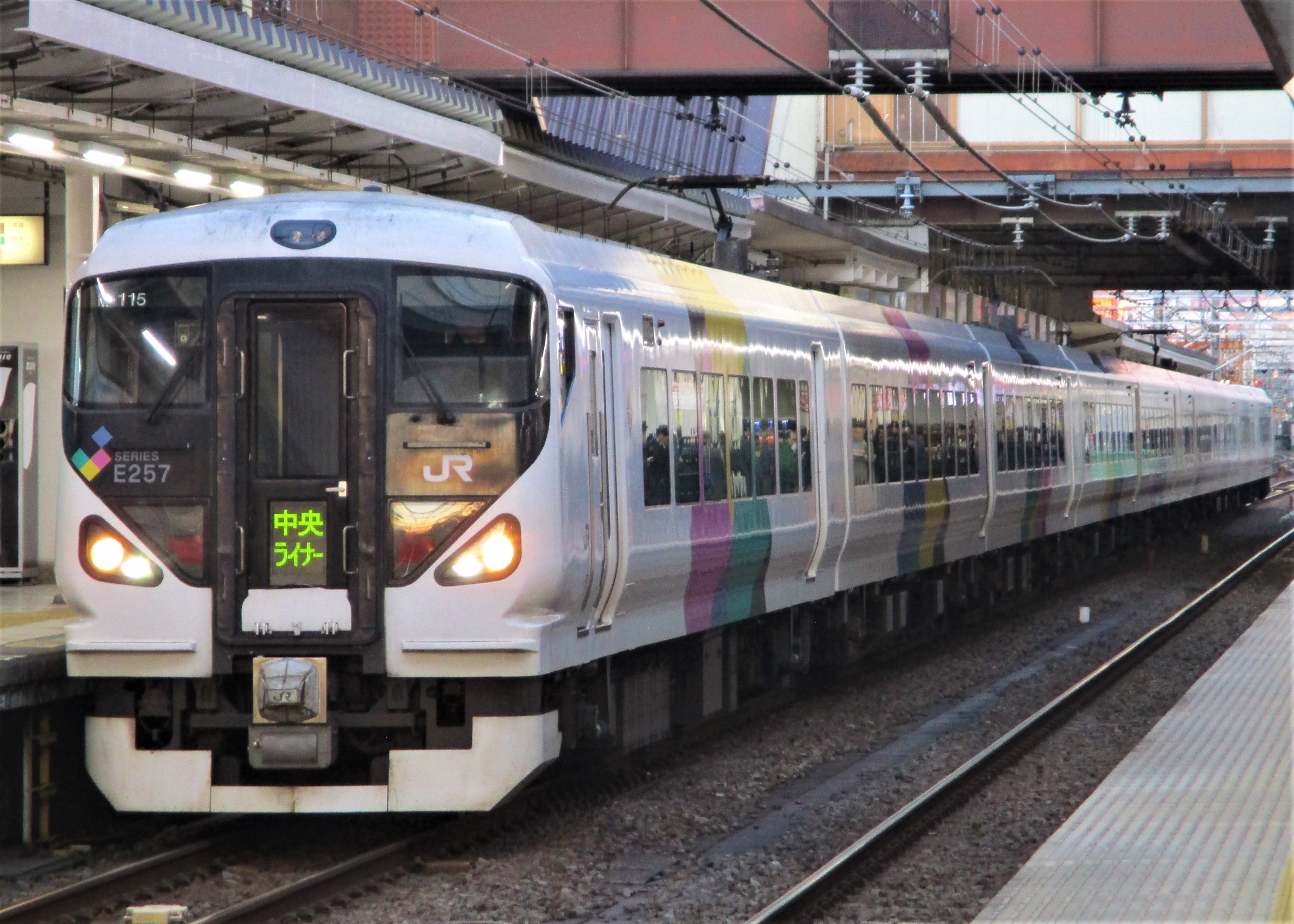
E257系「中央Liner」
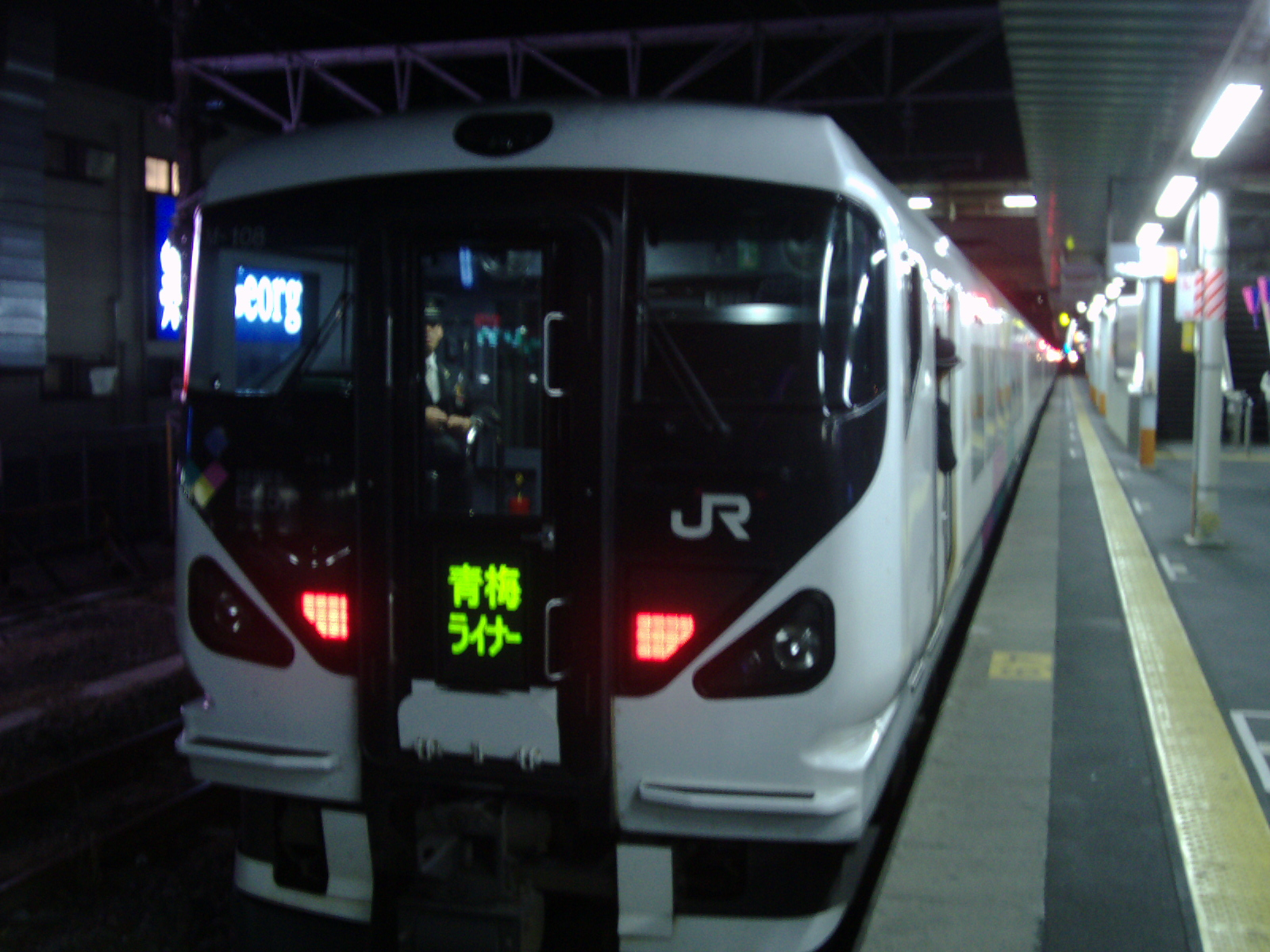
E257系「青梅Liner」

##### 長野地區

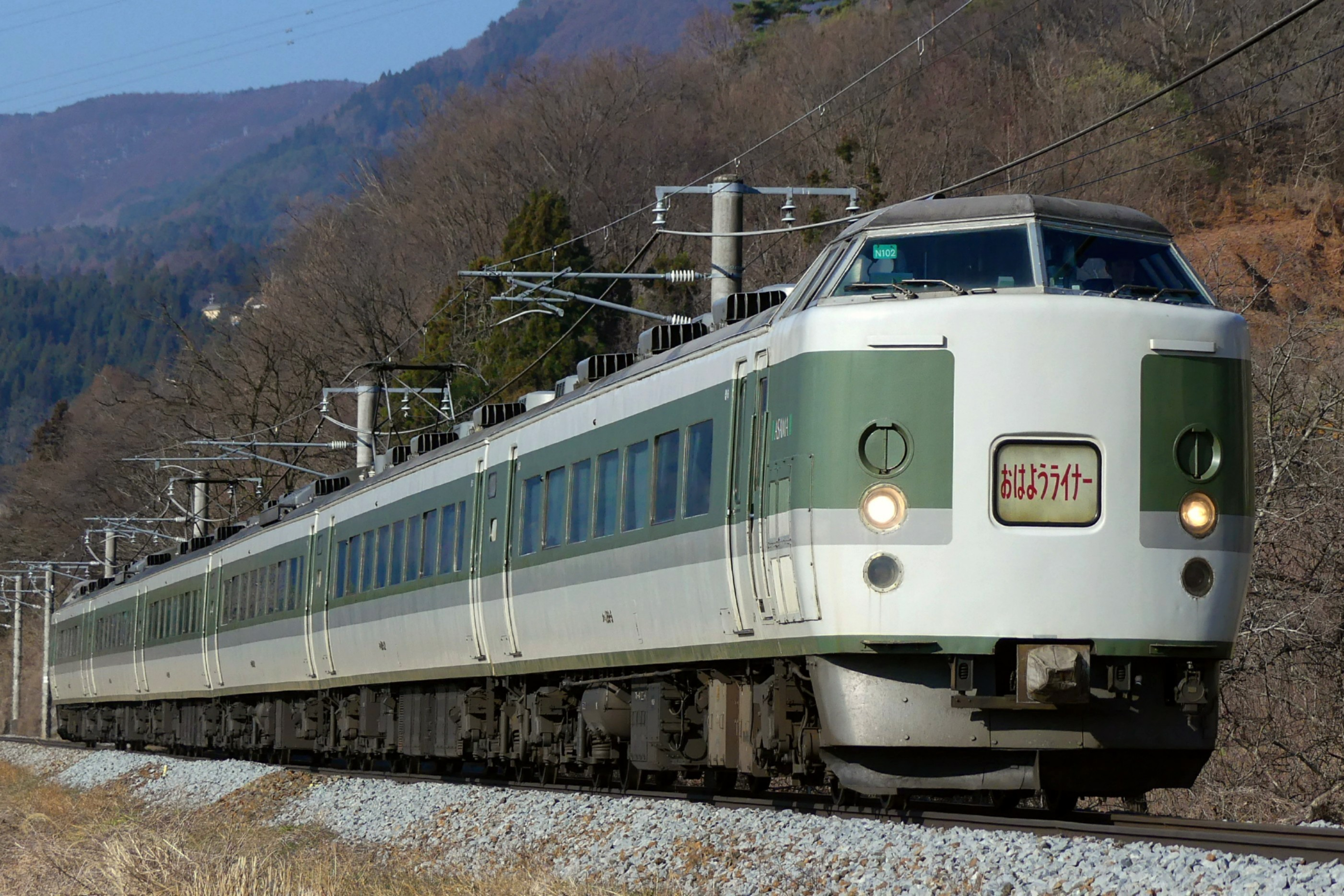
189系「早安Liner」

在長野地區方面，於1989年3月起開設了快速「早上Liner」，行走於輕井澤站至長野站之間，此列車的車輛使用了信越本線L特急的189系、489系，只於早上行走。此外，在晚上也開設了快速「Home Liner」，行走於長野站至小諸站之間，此列車的車輛使用了165系、169系。該列車在1997年，北陸新幹線長野站啟用後，由於信越本線由信濃鐵道繼承，使這些班次變成「信濃日出」和「信濃日落」（以後的情況參見「#信濃鐵道」一節）。
在篠之井線方面，於2004年10月16日開設了「早安Liner」，行走於松本站至長野站之間。翌年2005年，列車行走區間延長至行走於鹽尻站至長野站之間。基本上於平日每日行走，該列車被視為臨時快速列車。乘車整理券為300日圓。車輛方面使用了183系、189系電車（在2015年5月以後只使用189系）。在2019年3月16日的時間表修正中，該列車變成沒有愛稱的快速列車（繼續維持為臨時快速列車班次），因此而被廢除。

##### 新潟地區

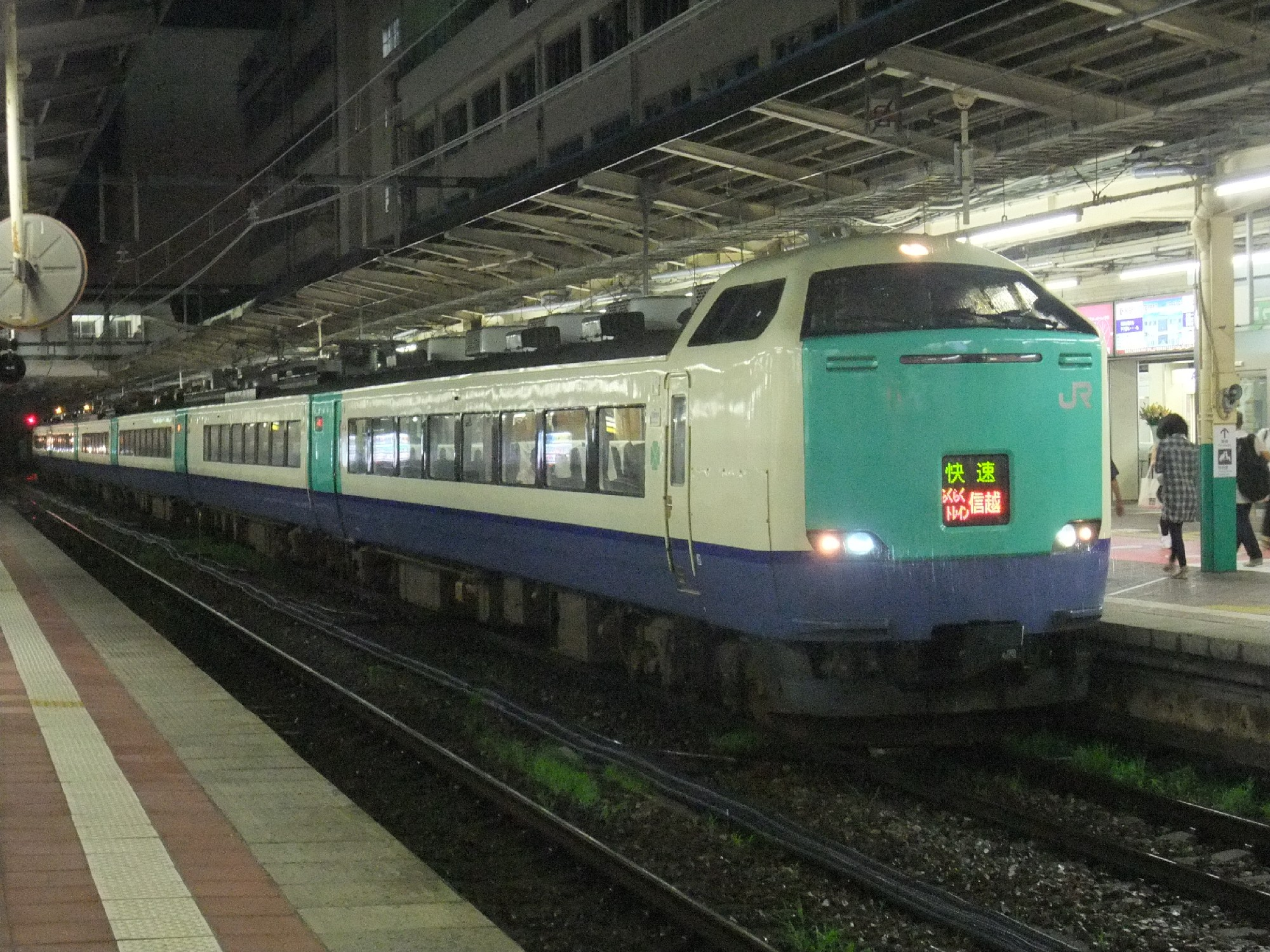
485系「樂樂列車信越」

以新潟站作為中心的新潟地區中，於1994年開設了「樂樂Liner」，從信越本線新潟站前往長岡站，當時只有晚間班次。在2004年3月13日，新設了「樂樂列車村上」，從新潟站前往村上站，途經白新線和羽越本線，而原來的列車改名為「樂樂列車長岡」。在2012年，「樂樂列車長岡」的運輸區間延長至直江津站，並改名為「樂樂列車信越」。乘車整理券為300日圓。
截至廢除一刻，車輛使用E653系，從前曾使用485系。
在2021年，「早安信越」改名為「信越」，同時變成全車指定席。「樂樂列車村上」被廢除，同時取消乘車整理券制。換言之取消Liner列車。

#### JR東海
關西本線
在JR東海的關西本線中，於1988年7月1日至1990年3月9日之間開設了「Home Liner三重」，行走於名古屋站至伊勢市站之間，使用KiHa82系行走，後來快速「三重」取代了這列車而廢除。
另外在1996年3月至2011年3月之間開設了「Home Liner四日市」，從四日市站前往名古屋站，使用KiHa85系行走，後來也被快速「三重」替代而廢除。

#### JR西日本
在近畿圈方面，以大阪環狀線內的大阪站和天王寺站作為中心，設有前往大阪府南部至和歌山県方向、滋賀縣方向、奈良縣方向和兵庫縣東部（丹波）方向的Home Liner列車。在2000年代以後，隨著特急列車的行走時段擴展至通勤時間，於2011年3月全部被廢除。在各個線區的列車愛稱都是相異。
阪和線
在阪和線中，於國鉄鐵代的1984年9月開設了國鐵第3條Home Liner（在近畿圈為首條），該Home Liner的名稱為「Home Liner和泉」，行走於天王寺站至日根野站之間。後來在1986年11月，行走區間延長至行走於天王寺站至和歌山站之間，列車名稱改為「阪和Liner」。在最頂盛時期，設有早上3班，晚上5班。於近畿圈內擁有最大規模的Home Liner。後來隨著特急加班，使Liner班次被削減。在2011年3月時間表修正中，所有班次被取消。車輛方面，使用了特急「黑潮」的381系。

東海道本線（琵琶湖線、JR京都線）
在琵琶湖線、JR京都線中，於1987年10月起開設了「琵琶湖Liner」，行走於米原站至大阪站之間，當時只有1個往返班次。車輛方面，使用了特急「雷鳥」的485系電動列車。在2003年6月，特急「琵琶湖特快」取代了「琵琶湖Liner」而被廢除（同時，琵琶湖特快的車輛改用了681、683系）。

關西本線（大和路線）
在大和路線中，隨著1988年3月加茂站至木津站之間電氣化，便開設了「大和路Liner」。早上的行走區間為木津站前往湊町站（現時：JR難波站），晚上的行走區間為大阪站前往加茂站。車輛方面使用了381系。在2011年3月時間表修正中，該列車被區間快速替代而廢除。

福知山線（JR寶塚線）
在JR寶塚線中，於1988年3月起開設「北攝Liner」，行走於篠山口站至大阪站之間。車輛方面，使用了「北近畿」的485系、183系，以及「高貴北近畿」的KiHa65形。在2002年10月，特急「北近畿」（現時：「東方白鸛」）取代了「北攝Liner」而被廢除。

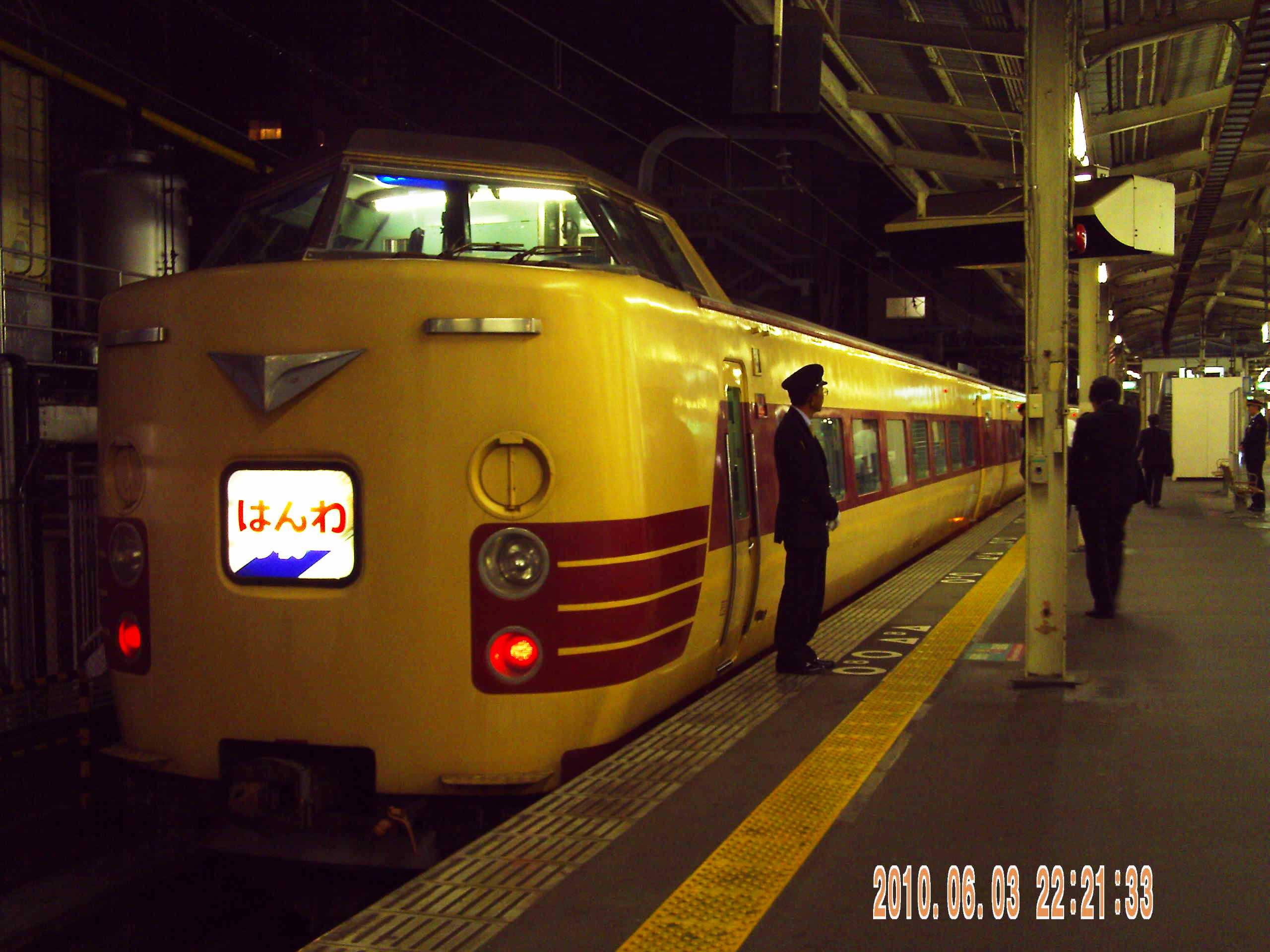
381系 「阪和Liner」
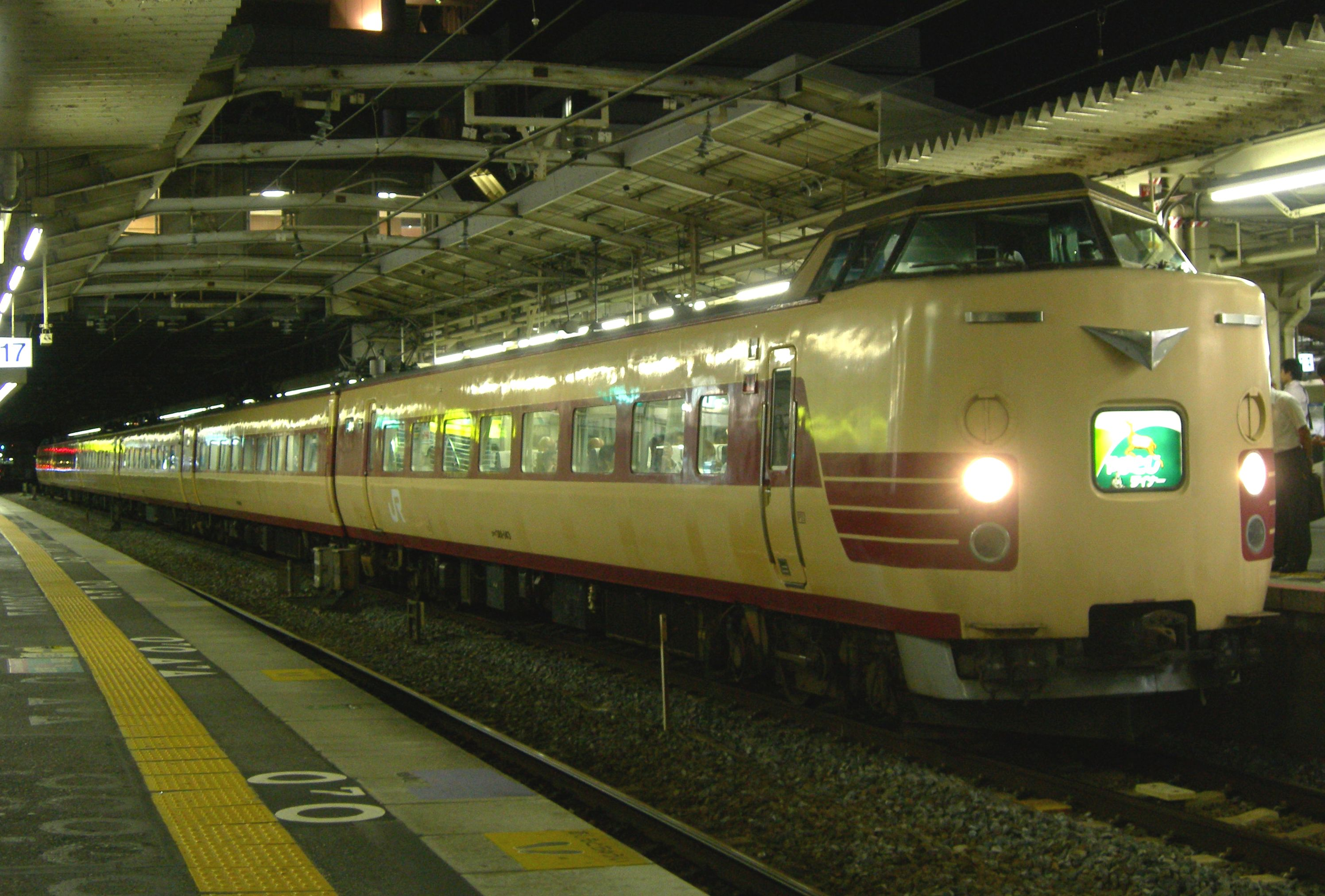
381系 「大和路Liner」
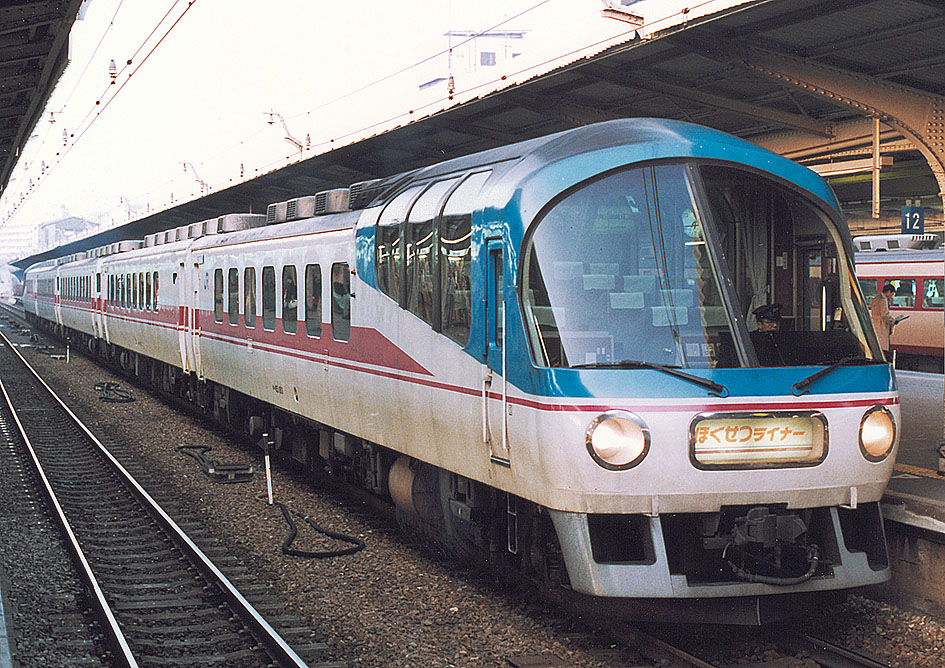
KiHa65系 「北攝Liner」

#### JR九州

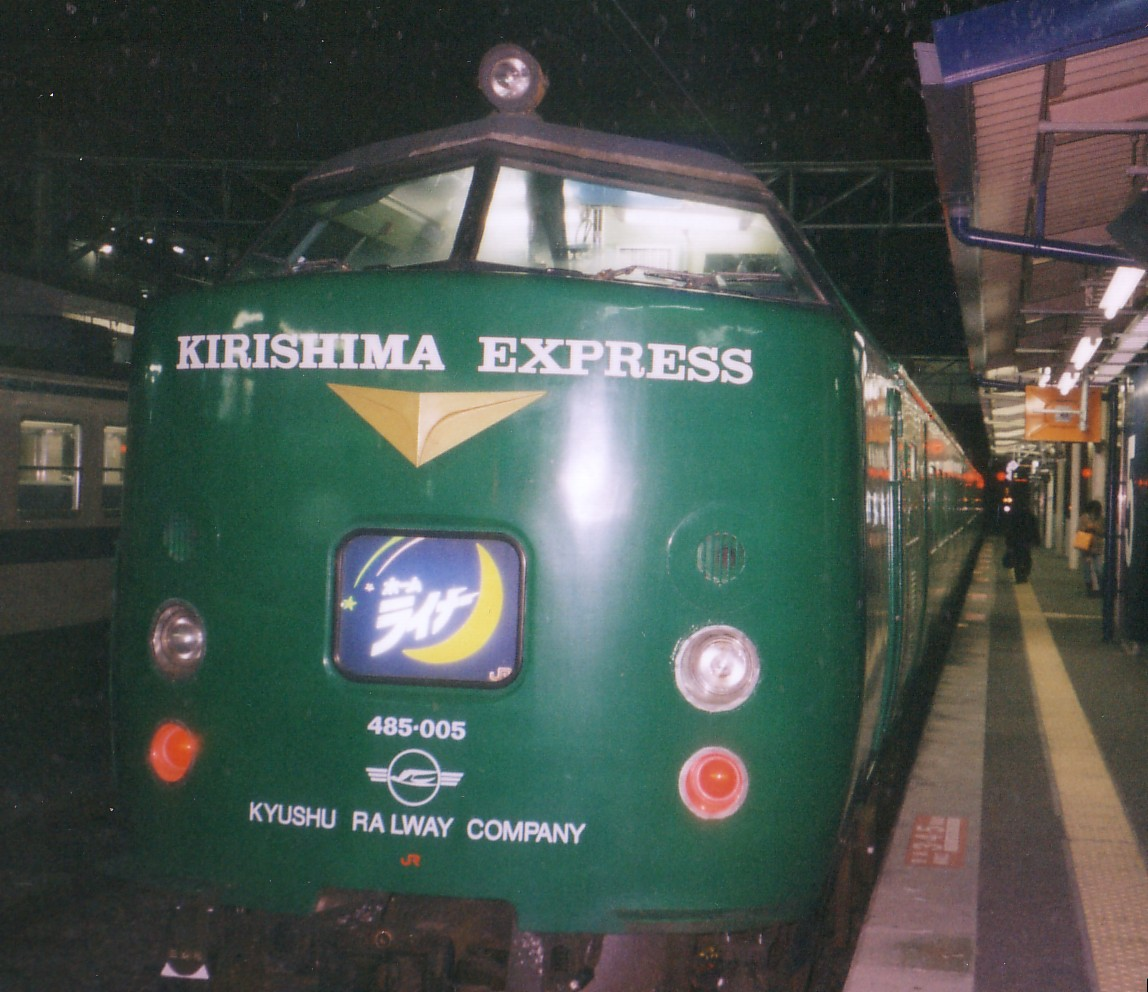
485系
「Home Liner」

在JR九州的Home Liner列車中，除了「機場Liner」外，早上的列車會名為「清爽Liner」，晚上的列車會名為「Home Liner」。共有3個地區設有相關列車，分別是本社直轄的福岡都市圈、鹿兒島分社管轄的宮崎地區和鹿兒島地區，現時已經沒有任何相關列車於JR九州內行走。在各地區的車輛中，主要使用485系。
值得留意的是，「Excel通票」的乘客不需要乘車整理券也可乘坐這些Liner列車。

##### 福岡、北九州地區
以博多站為中心的福岡地區中，於1987年6月開設了「機場Liner」和「Home Liner」，行走於門司港站至博多站之間。在2001年3月，隨著特急「閃耀」取代上述列車而被廢除。此外，在博多站至大牟田站之間也曾經設有相關班次，後來於1995年4月時間表修正中被廢除。

##### 宮崎地區
以宮崎站為中心的宮崎地區中，於1990年3月開設了1班列車從西都城站前往宮崎站。在1992年7月，開設了班次行走於延岡站至宮崎站之間，該列車兼備了連接宮崎機場的功能，該列車只於早上和晚上行走。在1996年7月，宮崎機場線開通後，於延岡站到發的列車延長至新線的宮崎機場站。車輛方面，使用了485系和783系。在2011年3月，隨著特急「日向」和「霧島」取代上述列車而被廢除。

##### 鹿兒島地區
以西鹿兒島站（後來改名為鹿兒島中央站）為中心的鹿兒島地區中，分別有兩個Home Liner，前往鹿兒島本線和日豐本線兩個方向。
在鹿兒島本線中，於1989年3月開設了行走於川內站至西鹿兒島站之間的班次。後來行走區間延長至行走於出水站至西鹿兒島站、鹿兒島站之間。在2004年3月，九州新幹線部分區間開通，川內站至八代站之間的鹿兒島本線區間由肥薩橙鐵道繼承，使行走區間再次縮短至川內站至鹿兒島中央站之間。在2011年3月，隨著特急「川內特快」取代上述列車而被廢除。
在日豐本線中，於1990年3月開設了行走於國分站至西鹿兒島站之間的班次。在2004年3月，特急「霧島」取代上述列車而被廢除。

### 與特急列車的快速列車的關係
在前述提及，Home Liner等列車班次由於轉換為特急列車或快速列車而被削減班次。也有一些例子是從原本的快速「Home Liner」列車升級至特急列車，包括部常磐線的分「新鮮常陸」（現時：「常磐」），琵琶湖線、JR京都線的「琵琶湖特快」，以及曾經存在的鹿兒島本線「川內特快」等。
有一些地區原本沒有開設Home Liner等列車，但是卻直接開設了與Home Liner同樣目的的特急列車（或可稱為通勤特急列車），例如於JR西日本北陸地區的「早安特快」、「晚安特快」，JR四國的「午夜EXP」、「Home Express阿南」和JR九州的「魁皇」。只外，有一些設有Home Liner行走的路線中，例如JR東海中央線和曾經開設Home Liner的JR東日本總武快速線和高崎線中，這些路線上同時設有Home Liner和通勤特急兩個列車類別。這個情況以方便區分不同的乘客，短距離乘客使用Home Liner，長距離乘客使用特急（或者新幹線）。
在JR西日本的山陰地區和廣島地區設有快速「通勤Liner」，這個列車的特性與Home Liner一樣，但是與Home Liner不同的是這列車需要額外費用便可乘坐，尤如一般的快速列車。而山陰地區的通勤Liner曾經使用特急形車輛。

## 私鐵與第三部門鐵道的相似列車
在JR以外，其他鐵路公司也開設了與Home Liner類似的列車班次。以下將記載與JR的Home Liner同樣，其他鐵路公司為了通勤乘客確保得到座位而開設的座位定額制列車。
只外，其他鐵路公司沒有把Liner列車定為一個固有類別。在小田急電鐵、東武鐵道（伊勢崎線、日光線、野田線系統）、西武鐵道、名古屋鐵道和近畿日本鐵道設有為通勤乘客開設的收費特急列車。這些列車的類別、運行形態和車輛基本上與日間行走的特急列車而異，但是實際使用上尤如Home Liner，曾經日本國鐵參考了這個情況而開辦了Home Liner。但是，於東武鐵道營運，從淺草站出發的特急「晴空塔Liner」、「都市公園Liner」在到達千間台站後，這些列車便變成一般列車（不需支付額外費用）。
關於其他鐵路公司營運類似Home Liner的列車，可參見「早上路、回家路」（小田急電鐵）、「下野」、「兩毛」、「華嚴」、「霧降、晴空塔Liner」、「都市公園Liner」（以上為東武鐵道）、「紅箭」（西武鐵道），「名鐵特急」、「近鐵特急」和「泉北Liner」。

### 京成電鉄
在京成電鐵中，早上開設上行「早上Liner」，晚間開設下行「黃昏Liner」。這些班次使用「Skyliner」行走的AE形（2010年7月16日前使用AE100形）。被視為乘車整理券的Liner券中沒有指定座位，但有指定車輛。在2015年12月5日修正起與Skyliner同樣，所有班次變成席位指定列。
停車站方面比「Skyliner」多，以方便通勤乘客。「城市Liner」和「Skyliner」（未途經成田機場線前，絕大部分班次）停靠可轉乘JR總武線、東武野田線的京成船橋站，但是「早上Liner」和「黃昏Liner」則通過。在2015年12月5日修正起，隨著「城市Liner」被廢除，「早上Liner」和「黃昏Liner」開始停靠上述車站。在行走時段中，除了黃昏還有「Skyliner」班次外，其他時間的班次被視連結機場的列車。

### 京濱急行電鐵

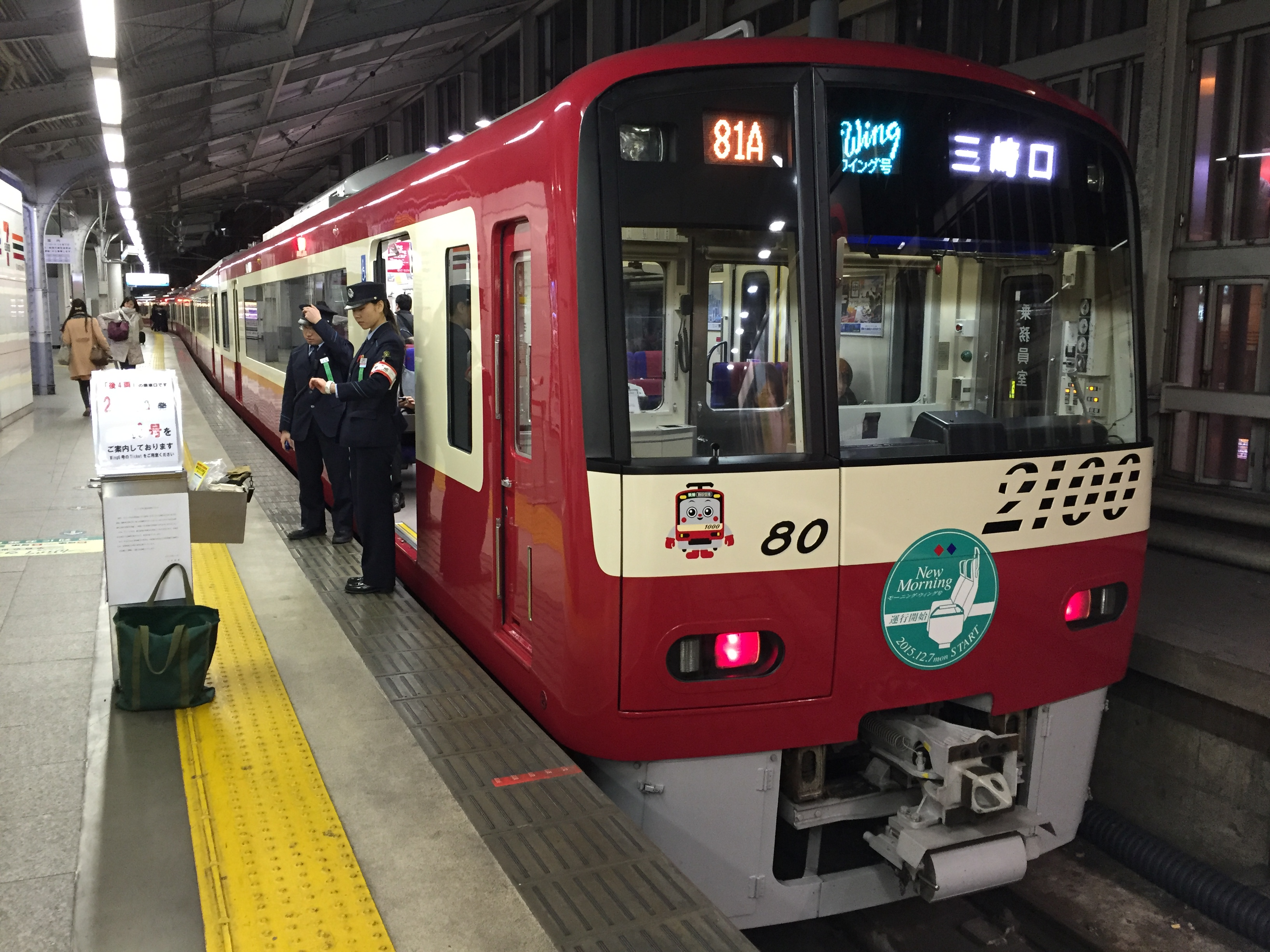
京急翼號

在京濱急行電鐵（京急電鐵）中，於1992年4月起，平日黃昏以後開設了座位定額制「京急翼號」班次。車輛使用全席交叉座椅的2100形。只有下行列車班次，列車通過京急川崎站和橫濱站，在品川的下一站已經是上大岡站，於上大岡站起不需要額外費用便可乘車。

在2015年12月7日起，平日早上開設了「早上·翼號」，同時黃昏的班次改名為「黃昏·翼號」。只有上行列車班次，該班次比「黃昏·翼號」停靠較少車站，基本上在各個中途站乘車時均需要額外車票。當初列車為座位定額制，在2017年5月1日起變為全車指定席。

### 東武鐵道

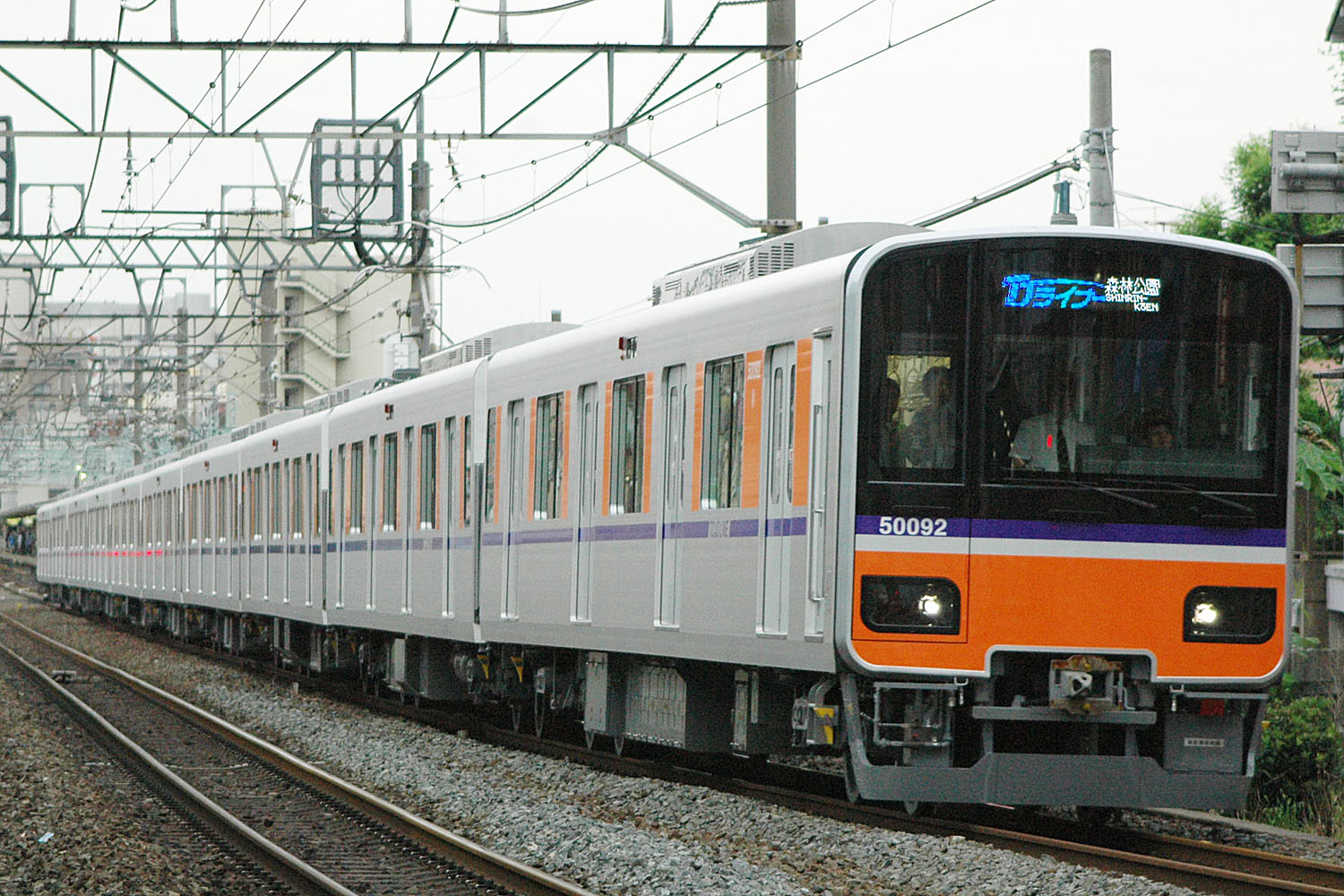
東武東上線
「TJ Liner」

在東武東上線中，於2008年6月14日時間表修正起，於黃昏以後時段開設了「TJ Liner」，該列車開辦的目的是為了確保乘客得到座位，因此列車為座位定額制。車輛方面，使用了新製的50090型，其特色是座位可切換為交叉座椅和長椅。在行走TJ Liner時，車內的座位會變成交叉座椅。下行列車班次到達中途站起，乘客不需要支付額外費用便可乘車。在2016年3月26日起，平日早上也開設上行班次。在2019年3月16日起，列車從座位定額制變為全車指定席。
在東武伊勢崎線（東武晴空塔線）中，於2020年6月6日時間表修正中。開設了座位指定制列車「TH Liner」，該列車直通至日比谷線，車輛使用70090型。

### 西武鐵道、東京地下鐵、東急電鐵、橫濱高速鐵道

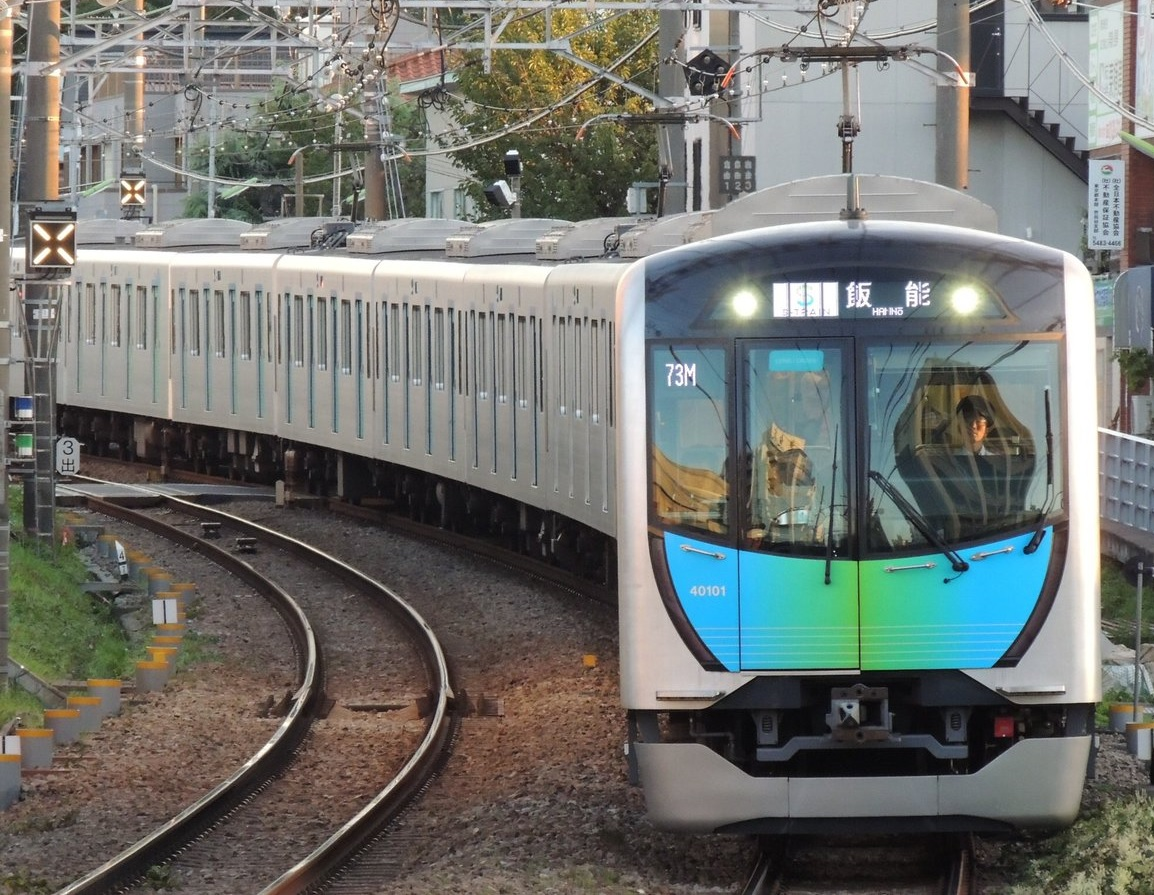
西武池袋線
「S-TRAIN」

在2017年3月25日，西武鐵道與另外3間鐵路公司實施時間表修正。在西武池袋線系統中開設了座位指定制「S-TRAIN」。車輛使用了西武40000系，此列車與上節的50090型一型，均可以轉換座椅方向（座位可切換為交叉座椅和長椅）。平日和假日的班次有所不同，平日為了通勤為目的，因此會駛入東京地下鐵有樂町線，星期六及假日為了觀光為目的，因此會駛入東京地下鐵副都心線、東急東橫線和橫濱高速鐵道港未來線，也會直通至西武秩父線的西武秩父站。此外，平日直通至有樂町線班次中，為了突顯通勤運輸的特色，列車會通過大型終點站池袋站。整個區間乘車時需要支付座位指定費用。
在2018年3月10日時間表修正中，開設了「拜島Liner」，行走於西武新宿站至拜島站之間，途經西武新宿線和拜島線。列車在到達小平站以後，乘車時不需要支付座位指定費用。

### 京王電鐵

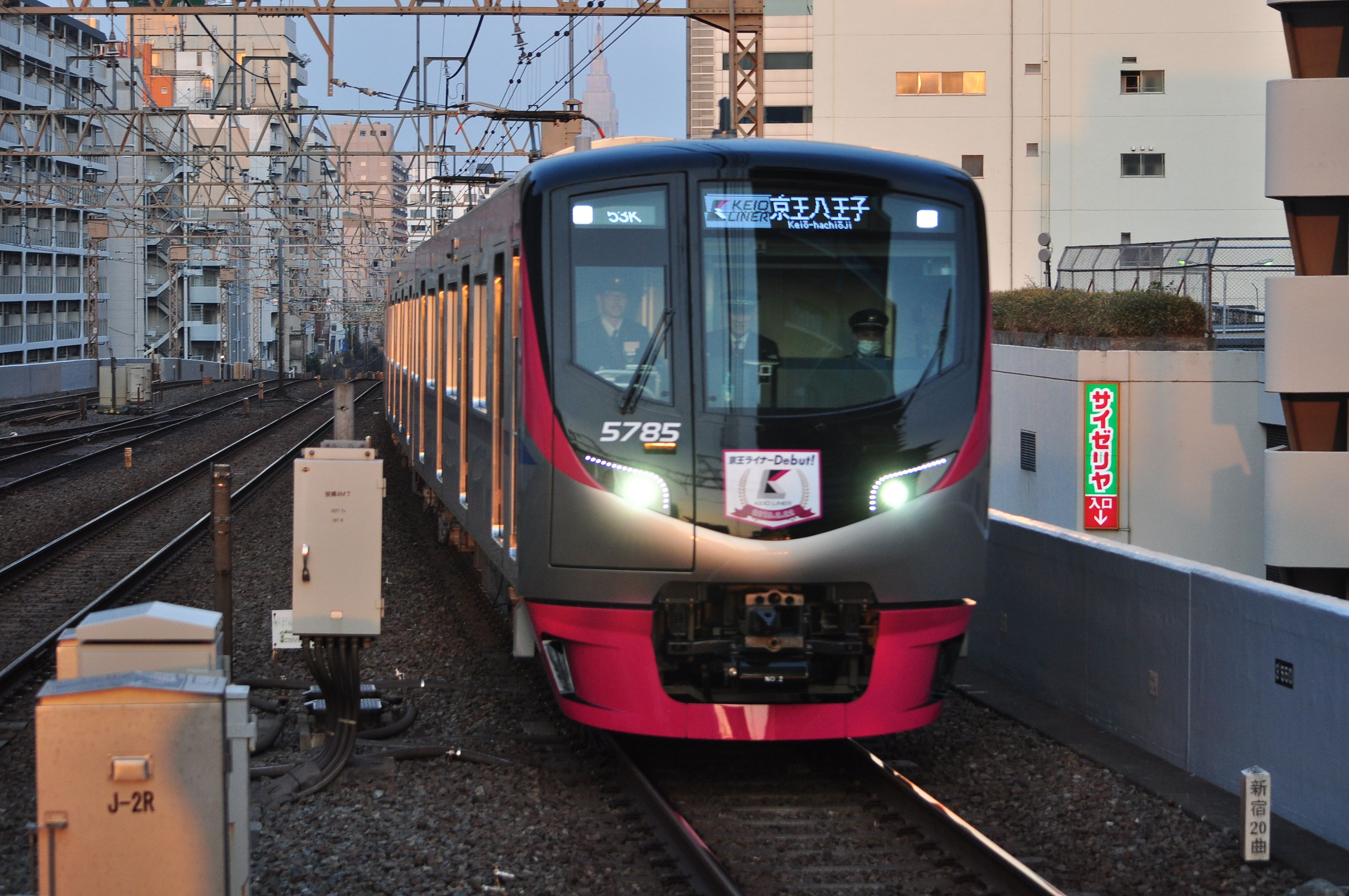
京王線
「京王Liner」

在2018年2月22日京王電鐵時間表修正中，開設了京王線、京王相模原線的「京王Liner」。「京王Liner」分別設有兩個系統，分別行走於京王線新宿站至京王八王子站之間，以及京王線新宿站至橋本站之間。車輛方面使用京王5000系（第二代）。在行走京王Liner時，車內的座位會變成交叉座椅。為了區分長短距離乘客，「京王Liner」通過（不需要特別費用的）特急停車站明大前站和調布站（在明大前站會進行運輸停車，在星期六及假日會上落客）。乘車時需要支付座位指定費用，下行列車到達府中站或京王永山站起不需要支付相關費用。

### 信濃鐵道

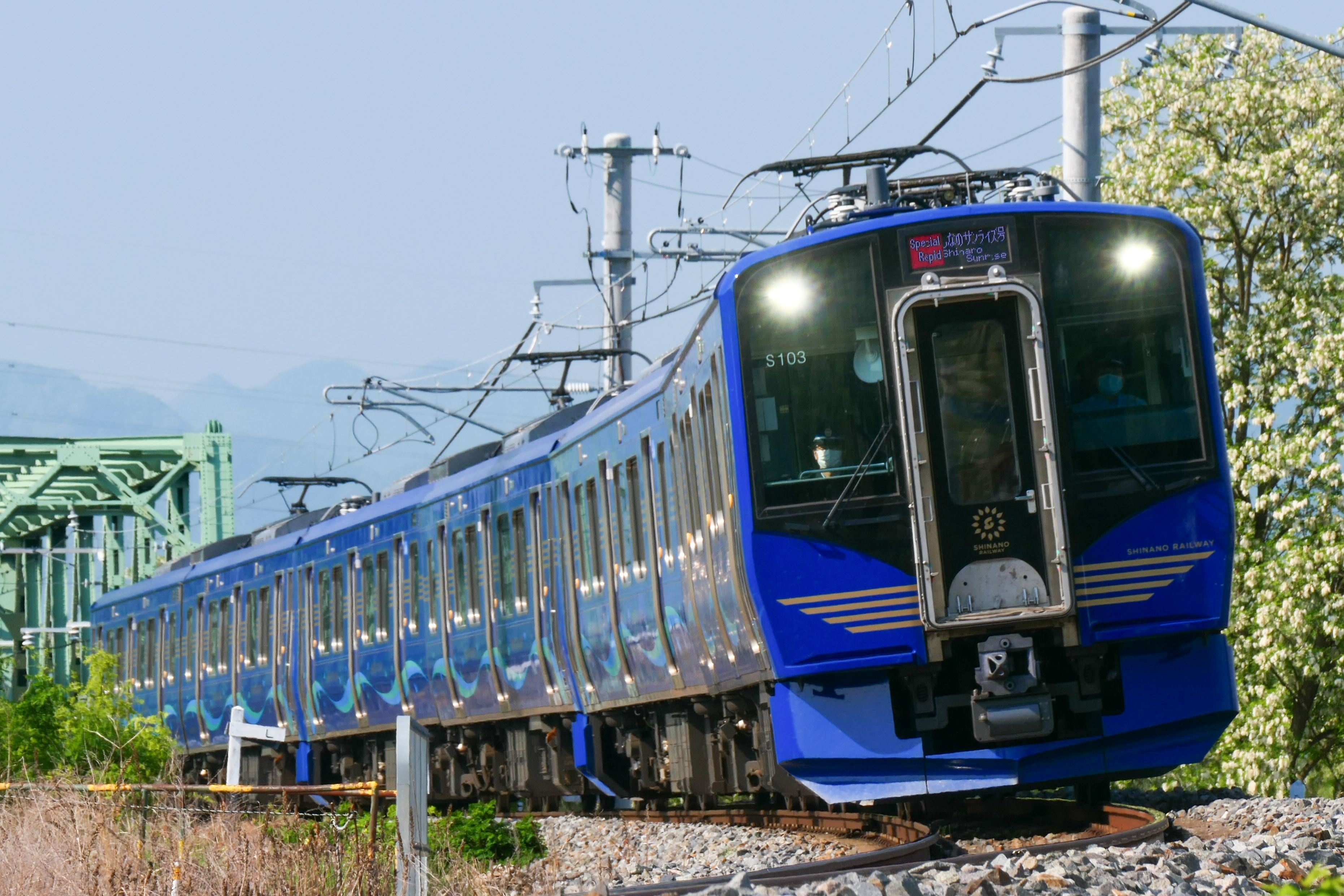
信濃鐵道線
「信濃日出號」

在信濃鐵道的信濃鐵道線中，繼承了信越本線的Liner列車。在1997年起開設「信濃日出號」和「信濃日落號」。當初為乘車整理券制，在2015年起一度不需要支付額外費用。後來隨著SR1系開始投入服務，於2020年起變為座位指定制。

### 愛之風富山鐵道、IR石川鐵道
在愛之風富山鐵道和IR石川鐵道中，從北陸本線繼承後的首個平日起（即是2015年3月16日起），於早上和黃昏時段開設了座位指定制「愛之風Liner」。

### WILLER TRAINS（京都丹後鐵道）
WILLER TRAINS（京都丹後鐵道）在2017年3月4日時間表修正中，開設了「通勤Liner」，只有早上上行1班，列車途經宮福線。與JR西日本之同名列車相異，此列車需要持有Liner券才可乘車。而Liner券沒有發售數量限制，因此不能有座位保證。車輛方面，使用了特急車輛KTR8000形「丹後之海」編成行走。

### 京阪電氣鐵道
在京阪電氣鐵道中，於2017年8月21日起，於平日早上下行方向開設了全席指定制的「Liner」。在2018年9月15日時間表修正起，於黃昏至晚上之間開設了上行方向班次。下行班次從出町柳站出發。車輛方面使用8000系。當乘車時需要持有Liner券（乘坐高級車廂時需要高級車廂券）。下行班次從出町柳站至七條站之間不可下車，只可乘車。下行班次在京橋站起，不需要Liner券也可乘座一般車廂。上行班次從淀屋橋站至京橋站之間不可下車，於七條站起，不需要Liner券也可乘座一般車廂。

## 在國鐵、JR開設Home Liner前，其他鐵路公司開設類似Home Liner之列車
名古屋鐵道在過去曾經開設類似Home Liner的列車。該列車愛稱為「柴油特急」，車輛方面，使用了特急「北阿爾卑斯」的KiHa8000系行走。根據德田耕一的文獻，於1965年12月30日時間表修正起開始提供服務。行走區間為豐橋至新名古屋（現時：名鐵名古屋）之間。當中連結了頭等車廂KiRo8100型。在開始營運當初，頭等費用為110日圓，二等費用為50日圓。該列車為座位指定席，由於乘客持有定期票也可乘車，因此受到好評。翌年1966年春天時間表修正中，黃昏增加1個往返班次，在1970年秋天修正中，日間增加4個往返班次。但是不清楚「柴油特急」在何時廢除。

## 注腳